# Ciencias históricas
Las ciencias históricas o ciencias de la historia, hacen referencia a todas y cada una de las disciplinas científicas que estudian los sucesos del pasado a través de sus diferentes fuentes y metodologías, cuyo concepto enriquece o complementa la tradicional denominación de la historia como disciplina académica, ciencia histórica o ciencia de la historia, y cuyo método propio el de las ciencias sociales, pero también el de las ciencias naturales en un marco de interdisciplinariedad.

## Descripción
Las ciencias históricas (también conocidas como "ciencias del origen"), comprenden disciplinas como la arqueología, paleontología, ciencias forenses, geología, etc., que estudian sucesos pasados a través de sus diferentes fuentes para conocer sus características, su cronología, su historia causal y su origen. No necesariamente se encuentra exclusivamente en las denominadas ciencias del hombre, abordando la búsqueda plural de diferentes métodos, ámbitos y tipos de documentación.
Muchas instituciones culturales y académicas, así como asignaturas o titulaciones, llevan la denominación de "ciencias históricas" en lugar de "historia", ejerciendo como sinónimos de la misma, como el Comité Internacional de Ciencias Históricas (fundado en 1926, con congresos desde 1898), que junto con los comités nacionales de ciencias históricas, conforman la institución internacional más importante de la disciplina académica o ciencia de la historia, como ciencia multidisciplinar e interdisciplinar que estudia el pasado en todas sus dimensiones y en toda su complejidad. 
La historia (disciplina que estudia y narra cronológicamente los acontecimientos pasados) cuenta con dos campos disciplinares fundamentales, pero interrelacionados: la historiografía (estudio de cómo se estudia y se escribe la historia: sus fuentes, obras y autores, y de cómo se ha estudiado; entendida como ciencia que se encarga del estudio de la historia) y la historiología (como teoría de la historia, su epistemología: ciencias historiológicas de la historia), para lo cual resulta indispensable conocer sus fuentes y metodología. La ciencia histórica o ciencias históricas se construyen sobre ruinas, vestigios, documentos, monumentos, etc. (reliquias); el pasado será, por lo tanto, el reflejo del presente (el reflejo de las reliquias) y no recíprocamente. Las tareas de la teoría de la ciencia histórica o historiología consisten en el análisis de los mecanismos de paso del reflejo [reliquias] a lo reflejado [pasado] para la construcción histórica.

"Pero esta conexión entre los conceptos de Historia y Ciencia es un fenómeno bastante reciente. Sólo con la Ilustración, durante el siglo XVIII, comenzó el proceso que llevó a la unión de ambos y dio origen a un vocablo compuesto, el de «Ciencias Históricas», para denotar un nuevo tipo de Historia muy diferente a la practicada desde la Antigüedad. Por este motivo, saber hoy qué es la Historia implica a su vez, necesariamente, saber qué son las Ciencias en general; y para ello hay que atender, aunque sea sumariamente, a las reflexiones sobre el tema realizadas por la Gnoseología o Teoría del conocimiento"

Moradiellos, Enrique: El oficio de historiador, Madrid, Siglo XXI, pág. 1.  Capítulo 1: "¿Qué es la Historia?".

"En su calidad de ciencia humana, la Historia (mejor: las disciplinas históricas en plural) tiene un campo de trabajo peculiar que no es, ni puede se, el «pasado». Y ello porque el pasado, por definición, no existe, es tiempo finito, perfecto acabado y como tal incognoscible científicamente porque no tiene presencia física y corpórea actual y material. (...) porque dicho conocimiento requiere de una base material y tangible para poder construirse y conformarse."

Moradiellos, Enrique: El oficio de historiador, Madrid, Siglo XXI, pág. 13  Capítulo 1: "¿Qué es la Historia? III. La Ciencia de la Historia.

El profesor David Alvargonzález distinguió las ciencias formales, las ciencias humanas y etológicas, y las ciencias naturales de las ciencias históricas, aludiendo a estas últimas como un conjunto de disciplinas que plantean problemas específicos.
Juan Luis Arsuaga habla de la geología histórica (a través de las ciencias de la Tierra), la paleontología (a través de las ciencias de la vida) y la arqueología, entre otras (a través de las ciencias del hombre), como las tres ramas principales de las ciencias-históricas: la historia de la Tierra, la historia de la vida y la historia del hombre, entendiendo la interdisciplinariedad entre las ciencias sociales y las ciencias naturales.

## Instituciones con esa denominación
- Comité Internacional de Ciencias Históricas (realiza los Congresos Internacionales de Ciencias Históricas desde 1898).
- Comité Español de Ciencias Históricas.
- Real Academia de Bellas Artes y Ciencias Históricas de Toledo.
- Instituto Argentino Gallego de Ciencias Históricas y Genealógicas.
- Departamento de Ciencias Históricas de la Universidad de Chile.
- Departamento de Ciencias Históricas de la Universidad de Cantabria.
- Departamento de Ciencias Históricas de la Universidad de Málaga.
- Departamento de Ciencias Históricas de la Universidad de Las Palmas de Gran Canaria.
- Departamento de Ciencias Históricas y Teorías de las Artes de la Universidad de las Islas Baleares.
- Departamento de Ciencias Histórico Jurídicas de la Universidad de Alicante.
- Licenciatura en Ciencias Históricas (Uruguay).
- Departamento de Ciencias Históricas y Geográficas de la Universidad de Tarapacá.
- Departamento de Derecho Público y Ciencias Histórico-Jurídicas de la Universidad de Barcelona.
- Revista de Ciencias Históricas (Universidad de León).
- Licenciatura de Ciencias Históricas. Departamento de Historiología de la Facultad de Humanidades y Ciencias de la Educación de la Universidad de la República de Uruguay.

## Ramas de las ciencias históricas (especialidades académicas o disciplinas afines)
- Ciencias Sociales y Humanas
- Arqueología
- Ciencias Prehistóricas
- Paleontología
- Bioarqueología
- Arqueozoología

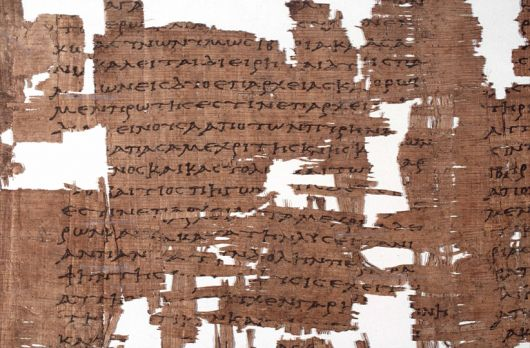
La Paleografía es la ciencia que se encarga de descifrar las escrituras antiguas y estudiar su evolución.

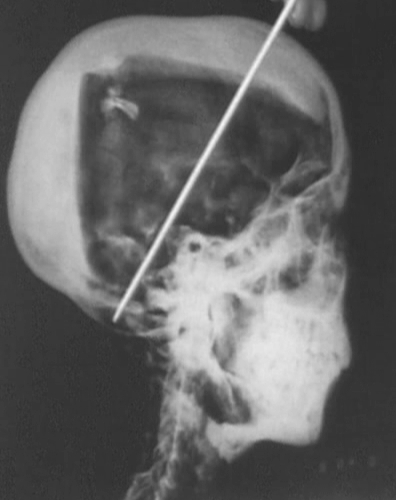
Ejemplo de interdisciplinariedad: cráneo de Tutankamón analizado con rayos X.

- Ciencias Médicas, Anatomía y Tafonomía
- Antropología y Etnografía
- Antropología histórica, Antropología forense
- Ciencias de la Documentación e Información.
- Archivística.
- Documentología.
- Museología.
- Bibliología.
- Restauración y Conservación
- Gestión del Patrimonio Histórico / Cultural
- Historia de los medios de comunicación
- Ciencias y Técnicas Historiográficas

(Paleografía -Epigrafía y Papirología-, Diplomática, Numismática, Codicología, Sigilografía, Vexilología, Semiótica, Heráldica, Medallística, etc.)
- Ciencias Genealógicas (Genealogía, Paleogenética, etc.)
- Filología y Ciencias del Lenguaje (Historia de la literatura, Lexicografía, Lingüística histórica y Paleontología lingüística)
- Ciencias de la Antigüedad
- Asiriología, Sinología, Egiptología, Estudios bíblicos, etc.
- Ciencias o Estudios Medievales
- Ciencias o Estudios del Mundo Moderno
- Ciencias o Estudios Contemporáneos
- Demografía histórica
- Historia y Ciencias de la Música
- Historia económica
- Sociología histórica e Historia social
- Politología histórica e Historia política y de las instituciones
- Historia del Arte
- Iconología e Iconografía
- Glíptica
- Historia de la ciencia y de la tecnología
- Historia militar (Poliorcética, Armamentística, Uniformística, etc.)
- Historia del Derecho
- Historia de la Arquitectura
- Historia urbana
- Historia del comercio
- Historia Natural, Historia ambiental e Historia ecológica

(Paleoclimatología y disciplinas de carácter peleoecológico: Paleobotánica, Antracología, etc.)
- Historia de las religiones
- Historia de la filosofía
- Geografía y Geografía histórica
- Geología histórica y Ciencias de la Tierra
- Gran Historia
- Cosmología
- Historia universal
- Cronología
- Metrología
- Arcontología
- Nobiliaria
- Cartografía
- Psicohistoria e Historia de las mentalidades
- Biografías
- Informática y Humanidades Digitales
- Historia por especialidades geográficas o temáticas
- Historia del mundo actual o Historia Inmediata
- Patrimonio

## Metodología en ciencias históricas

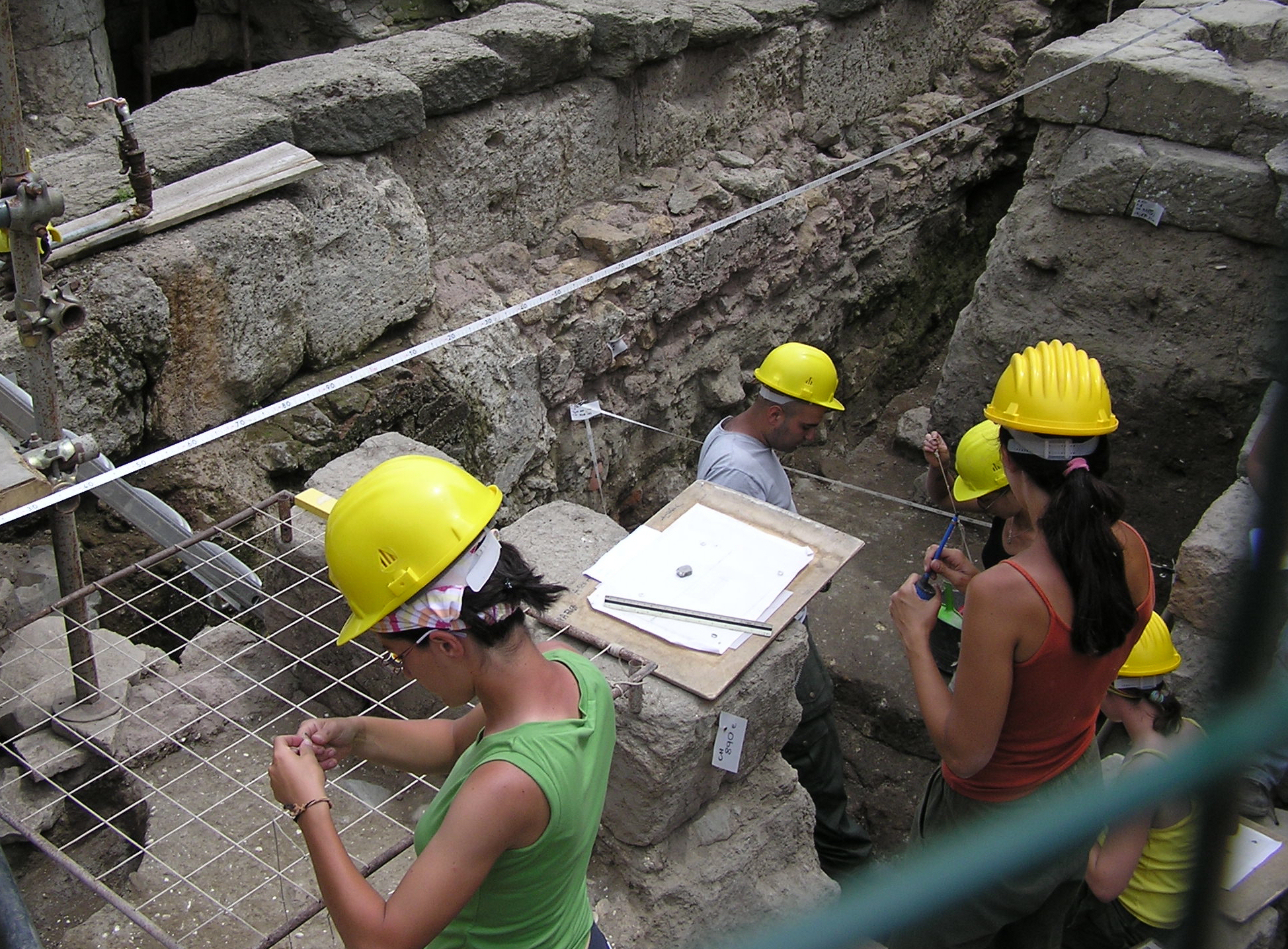
Trabajos de excavación arqueológica en el foro romano.

Los métodos y técnicas de investigación histórica se circunscriben a diferentes ámbitos en lo que respecta a las Ciencias Históricas. 
- Metodología
- Método filológico
- Documentación
- Estratigrafía
- Método antropológico y etnográfico
- Sistema de información geográfica y Teledetección
- Metodología arqueológica
- Método paleontológico
- Prospección arqueológica
- Metodología de las Ciencias Sociales

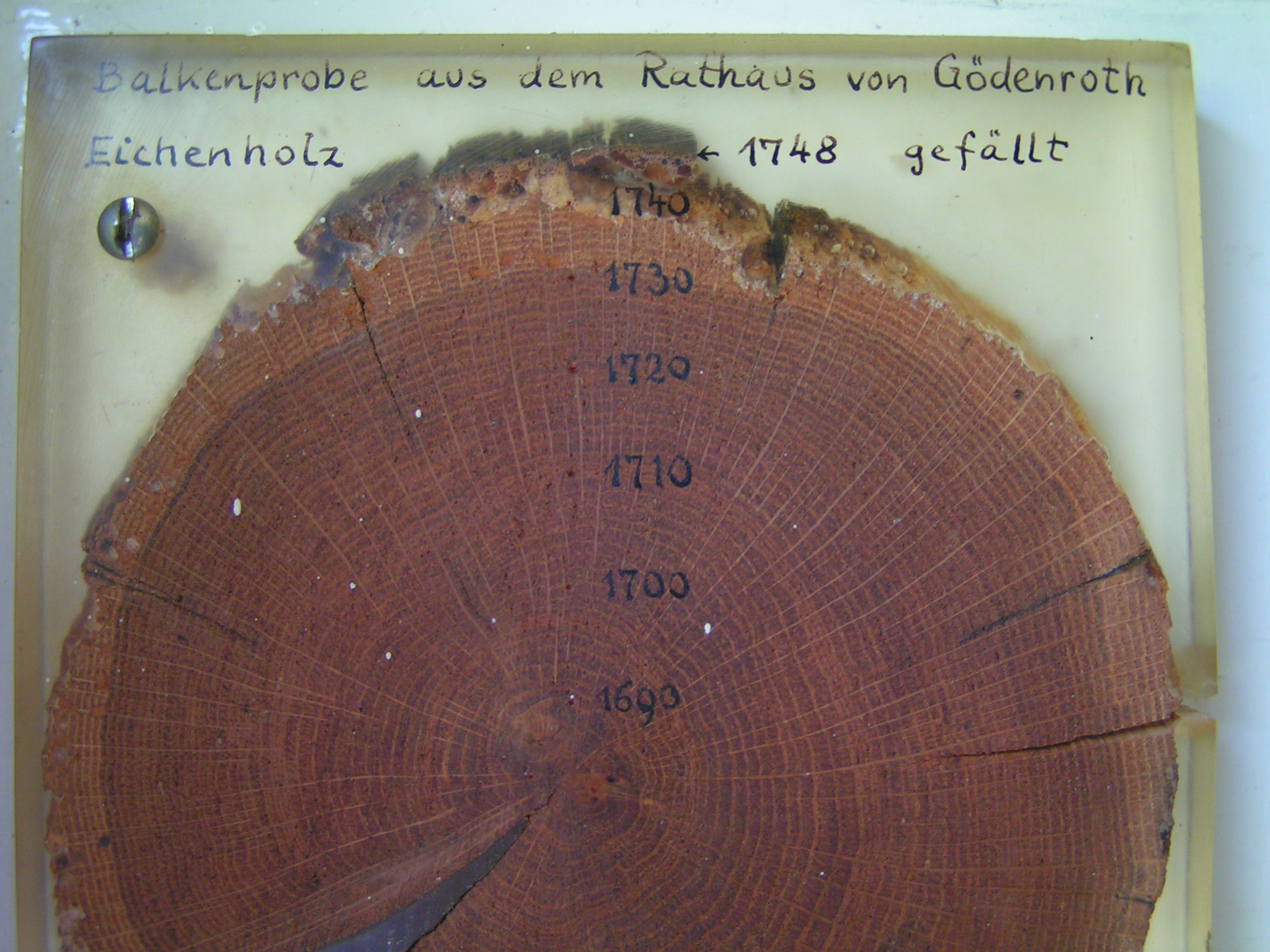
Sección de un tronco de árbol mostrando el fechado de sus anillos de crecimiento.

- Metodología de las Ciencias Naturales

### Datación
- Datación absoluta: Datación radiométrica (Datación por radiocarbono, Datación potasio-argón), Datación por termoluminiscencia, Datación por paleomagnetismo, Análisis de los sedimentos glaciares, Racemización de aminoácidos, Dendrocronología, Datación uranio-torio, Rehidroxilación.

- Datación relativa: Datación de huesos, secuencias tipológicas, Método estratigráfico y Métodos de datación en arqueología.

- Datación genética.

- Cronología, Ciencias documentales, etc.

## Fuentes históricas

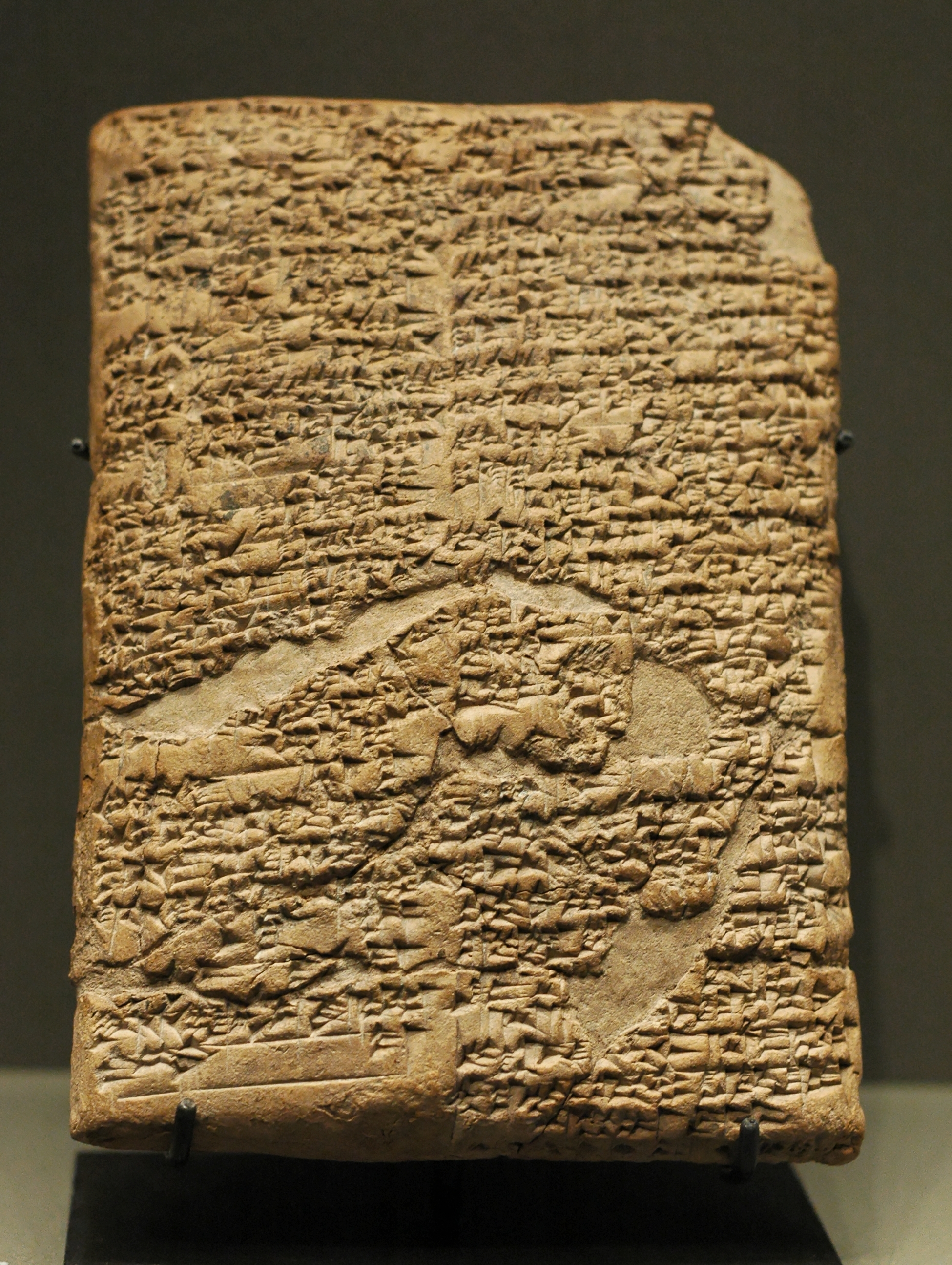
Tableta de arcilla (Hammurabi).
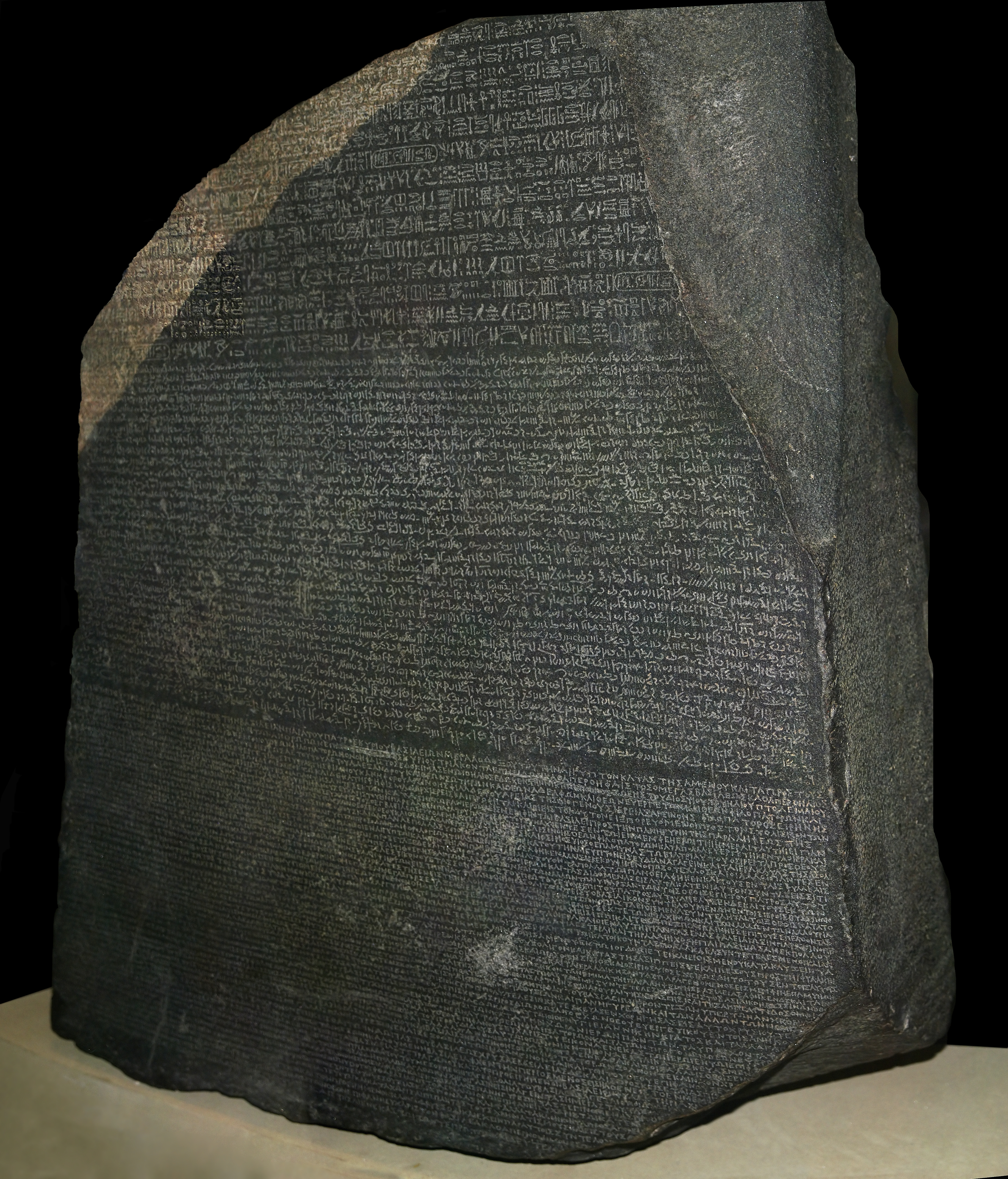
Piedra Rosetta.
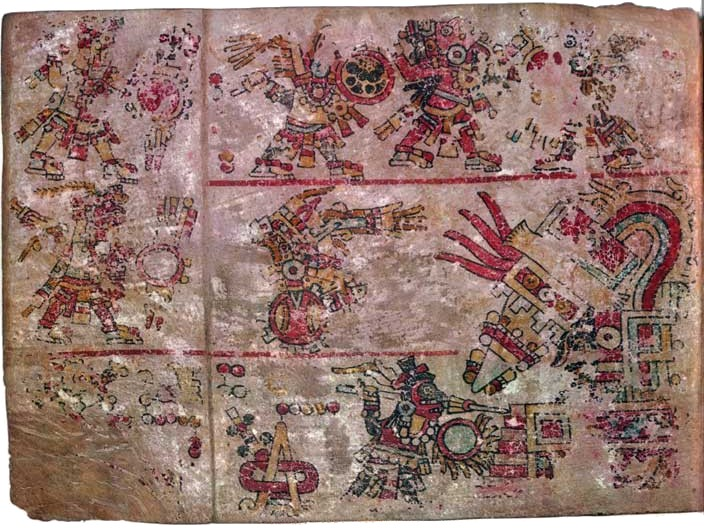
Códice Colombino.
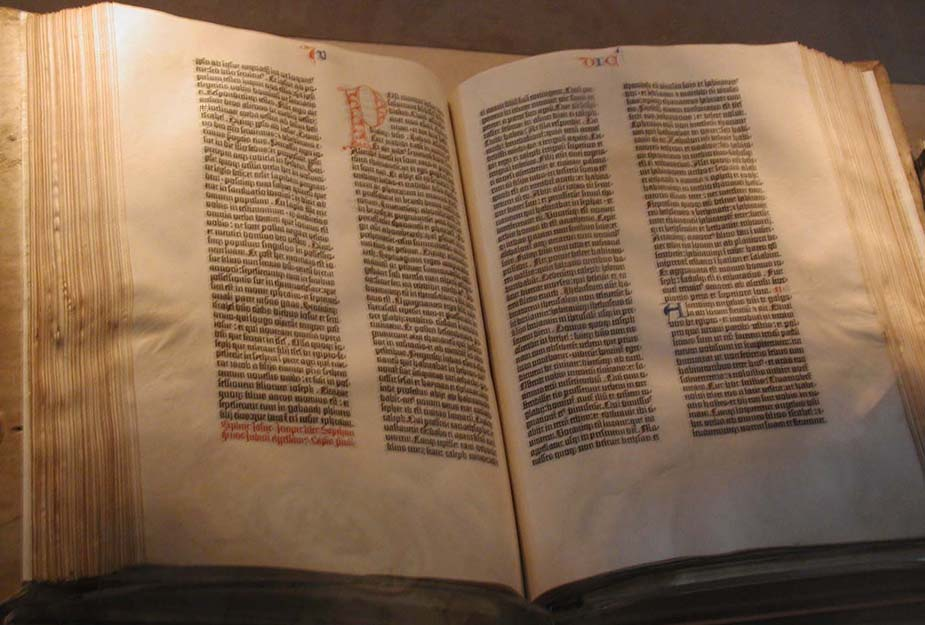
Ejemplar de la Biblia de Gutenberg.
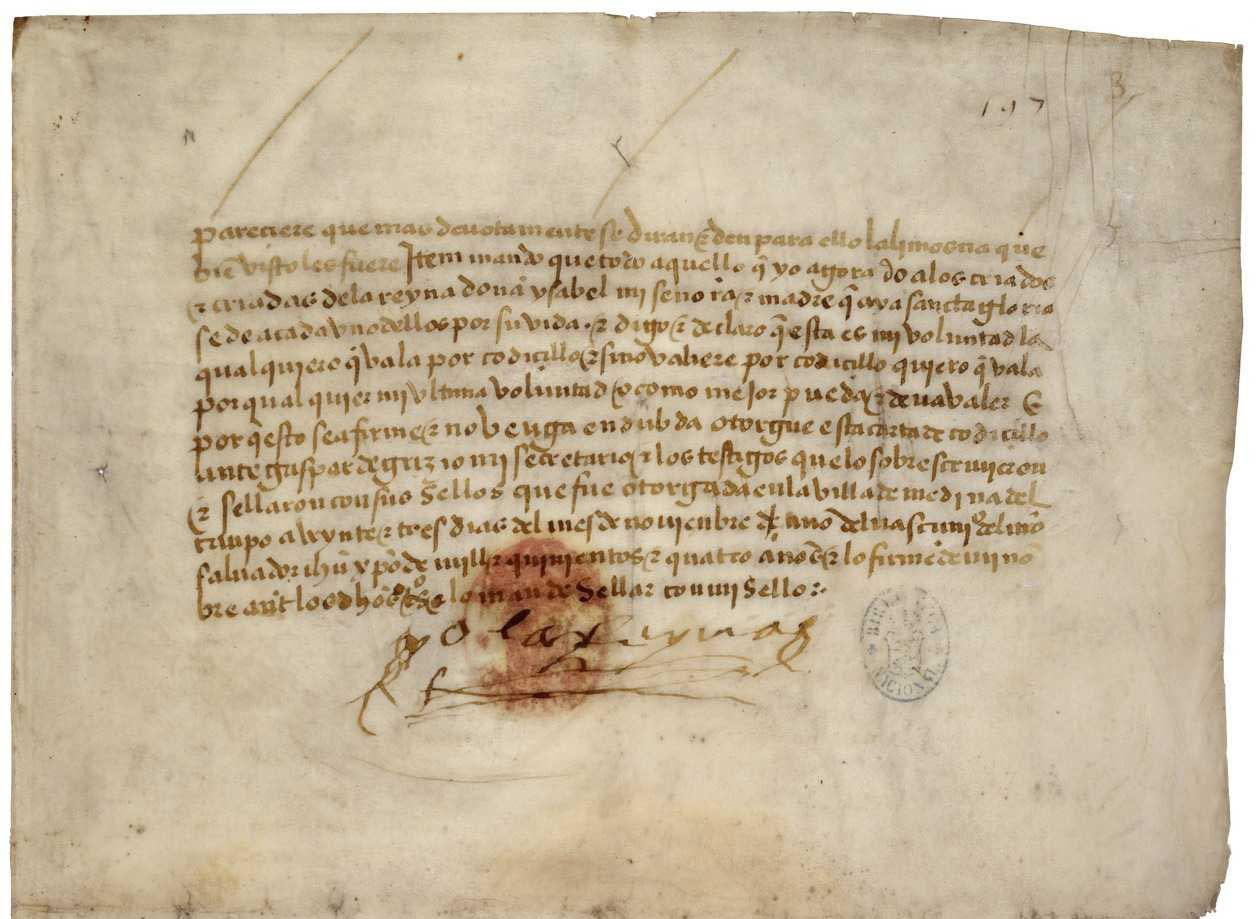
Testamento de Isabel la Católica.
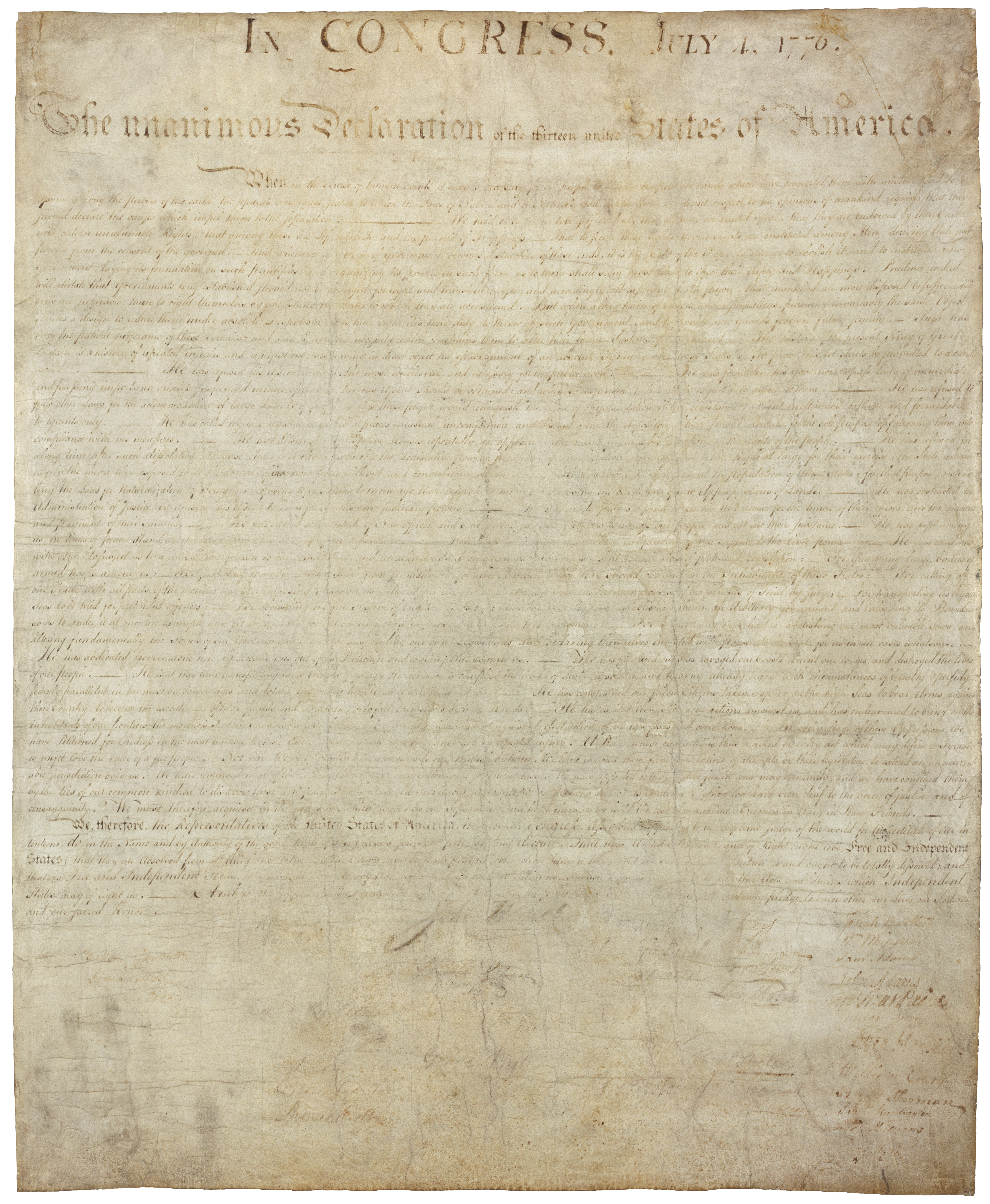
Copia de la Declaración de independencia de EE.UU..
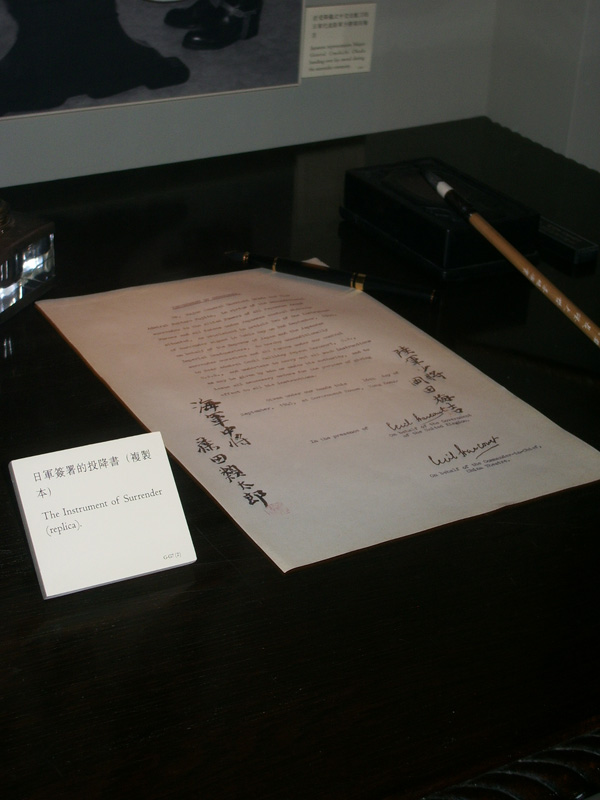
Rendición japonesa en la II Guerra Mundial.
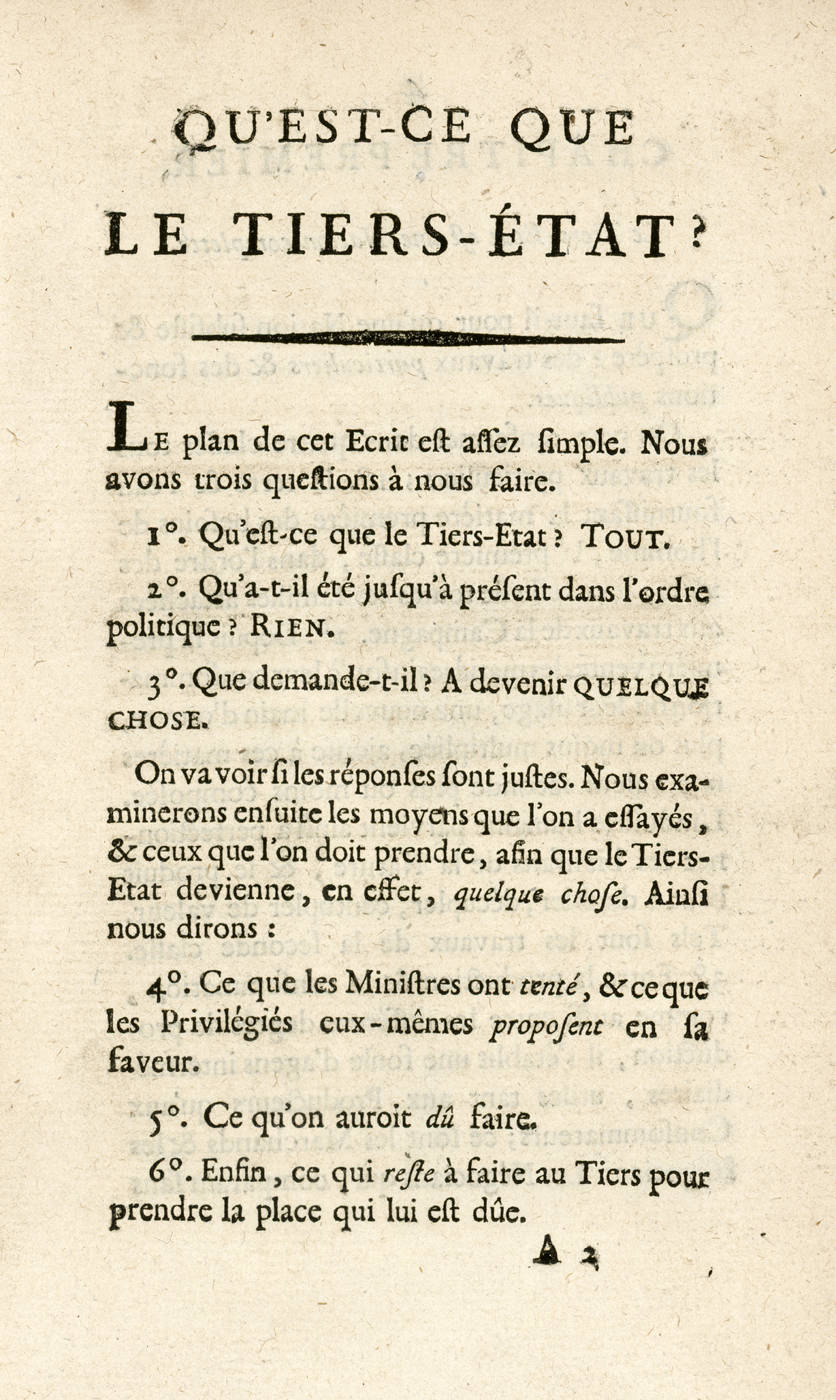
Primera página del panfleto de Sieyès, 1789.
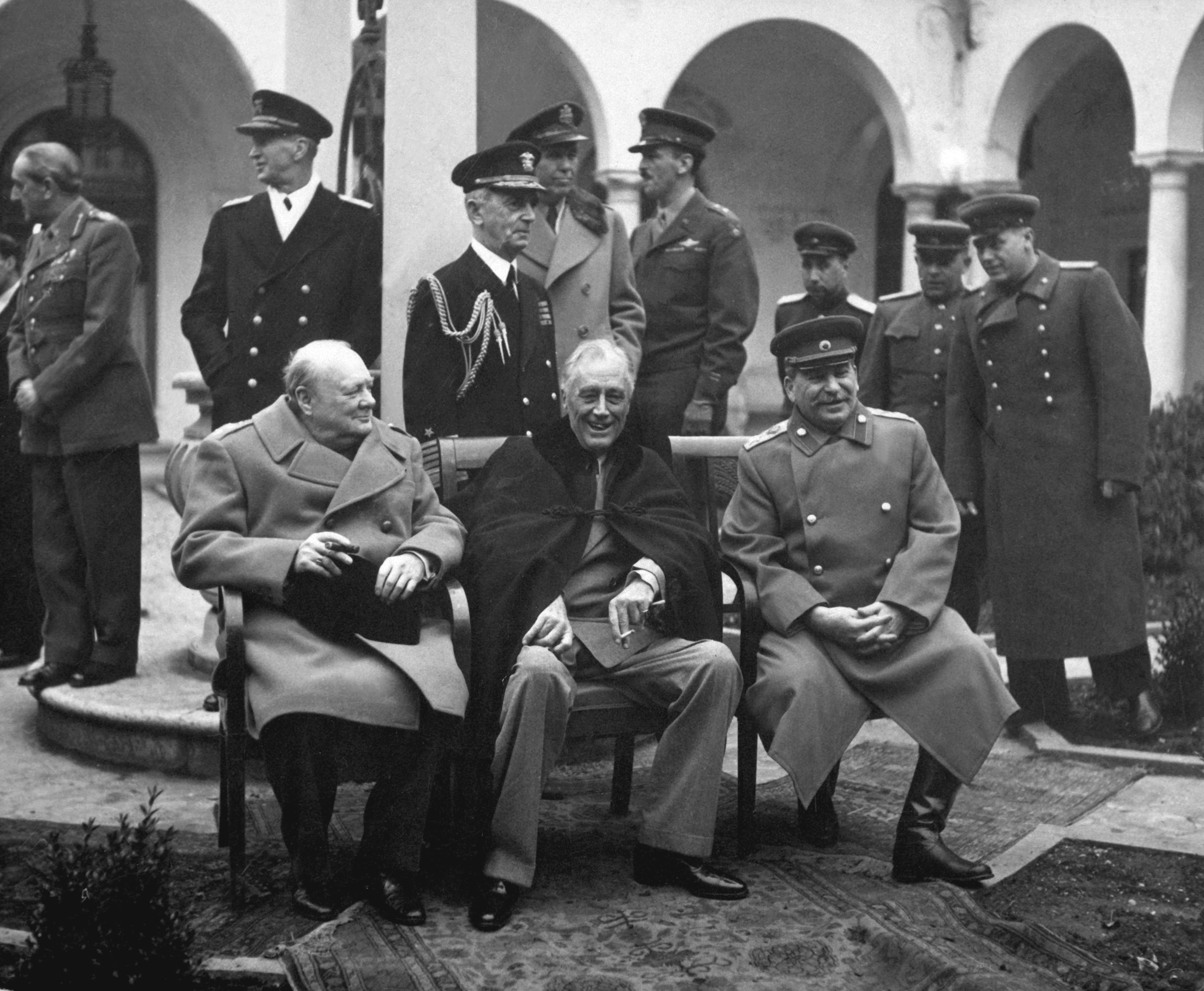
Fotografía de la Conferencia de Yalta.
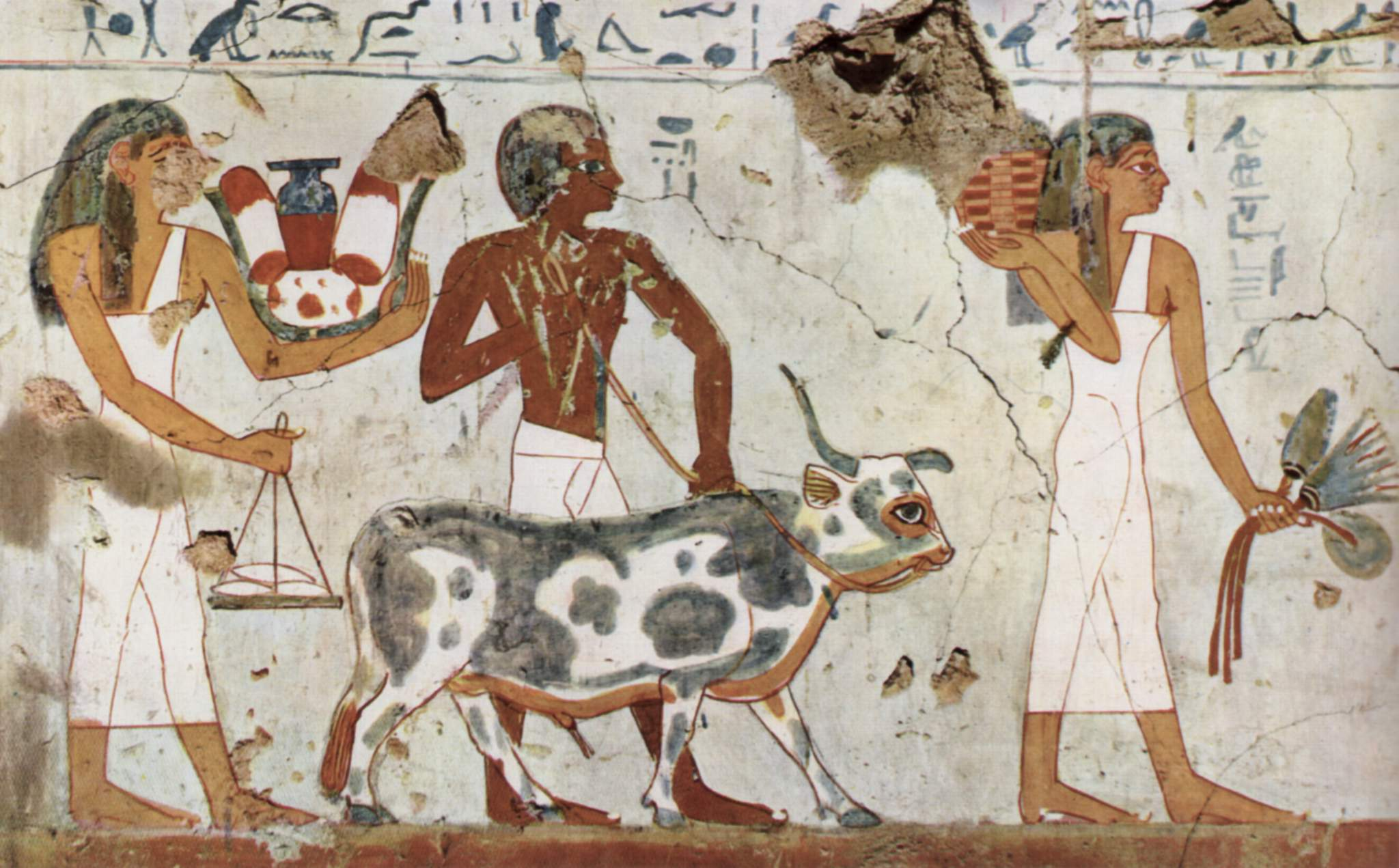
Pintura mural de la cámara funeraria de Amenemhet.
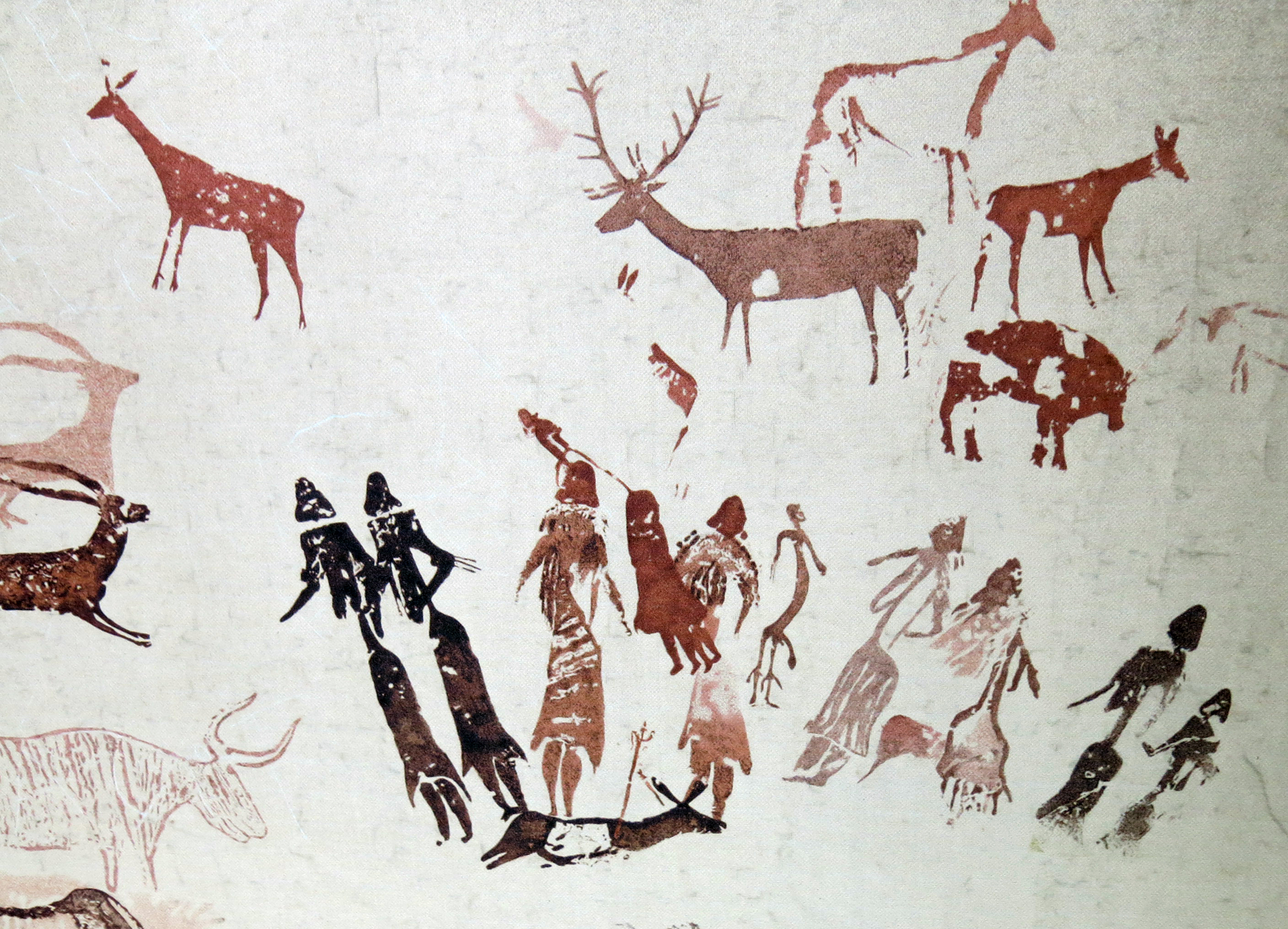
Pintura rupestre de la Roca de los Moros.
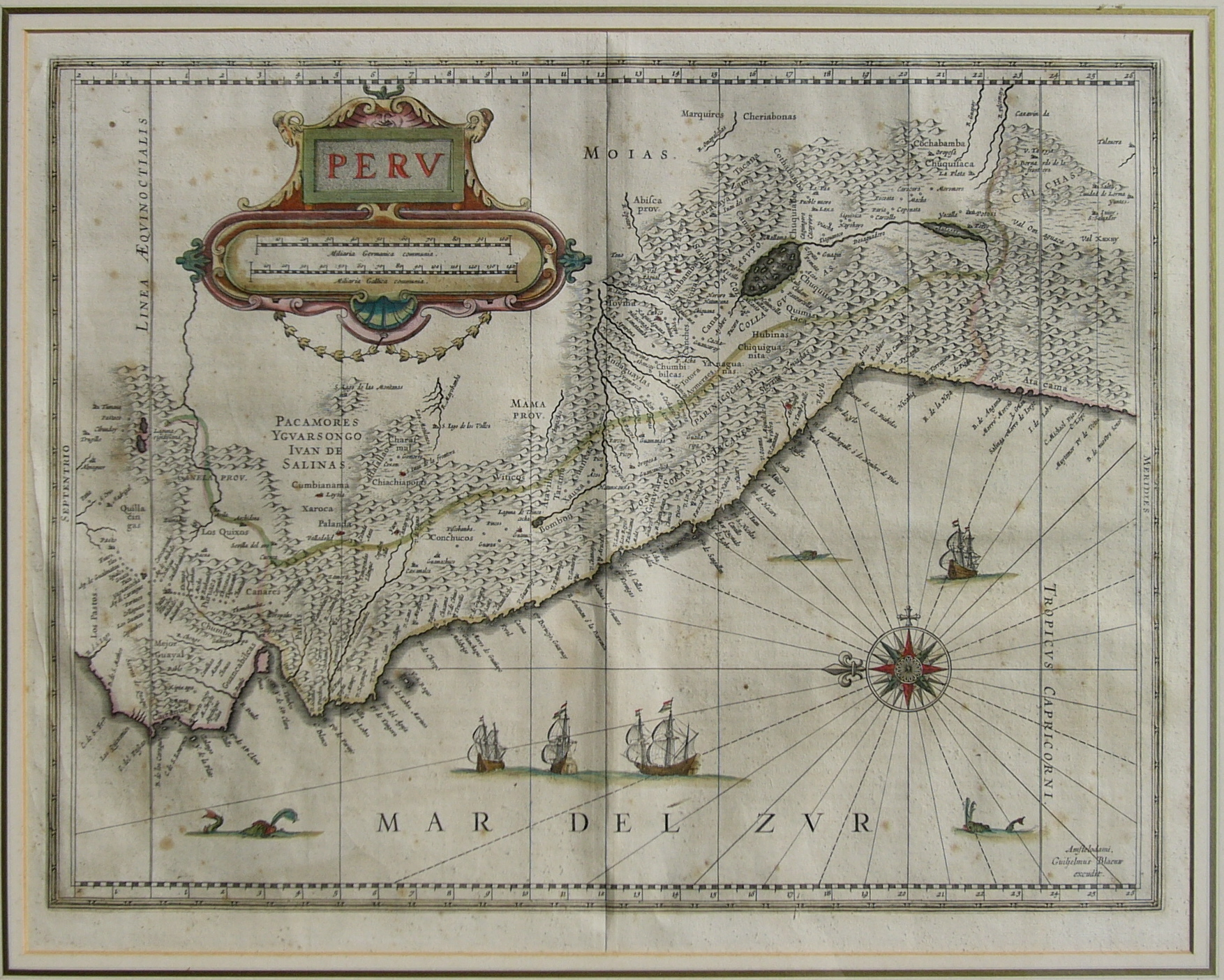
Mapa de Perú de 1635.
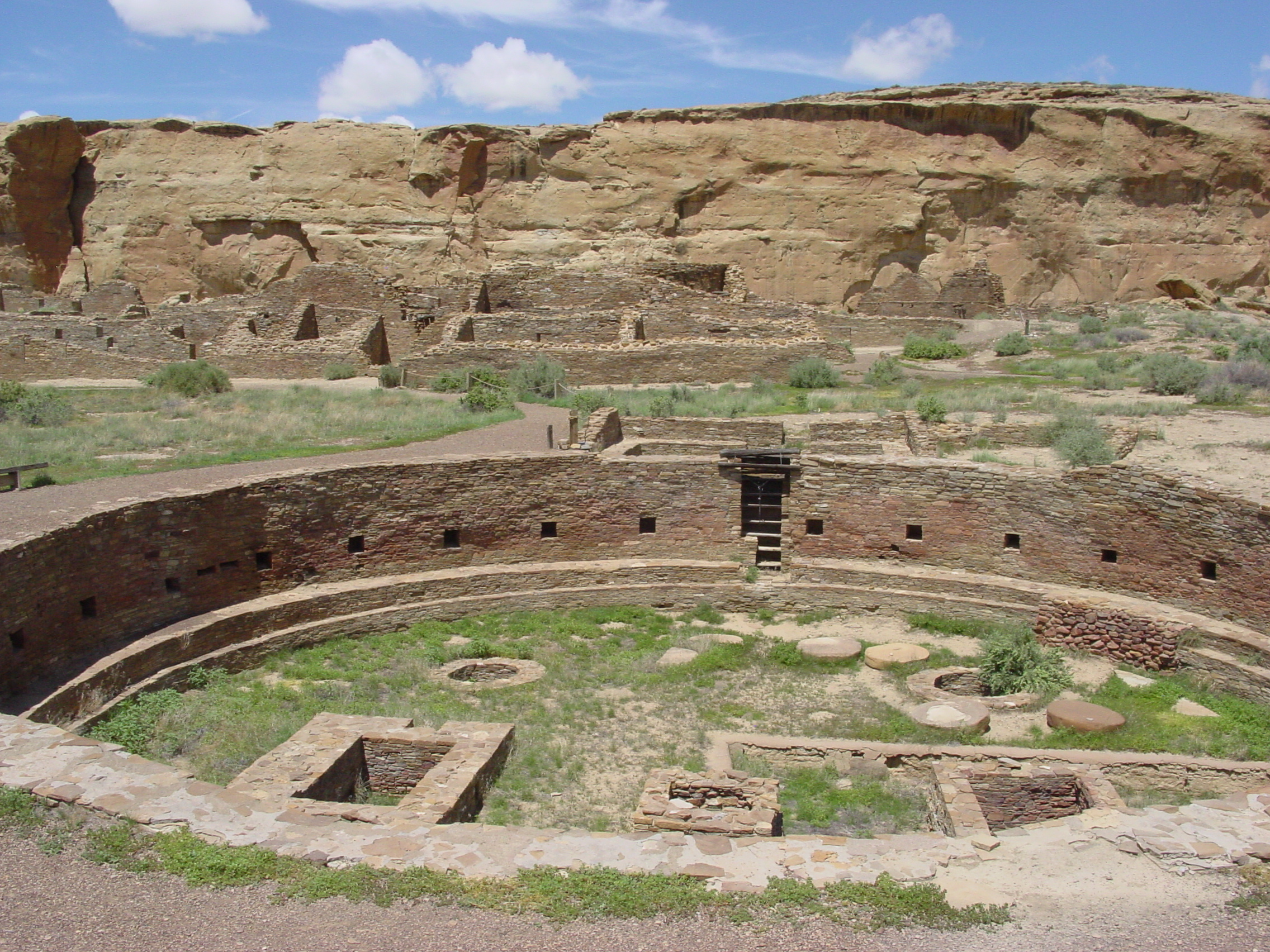
Parque histórico-natural de la Cultura Chaco.
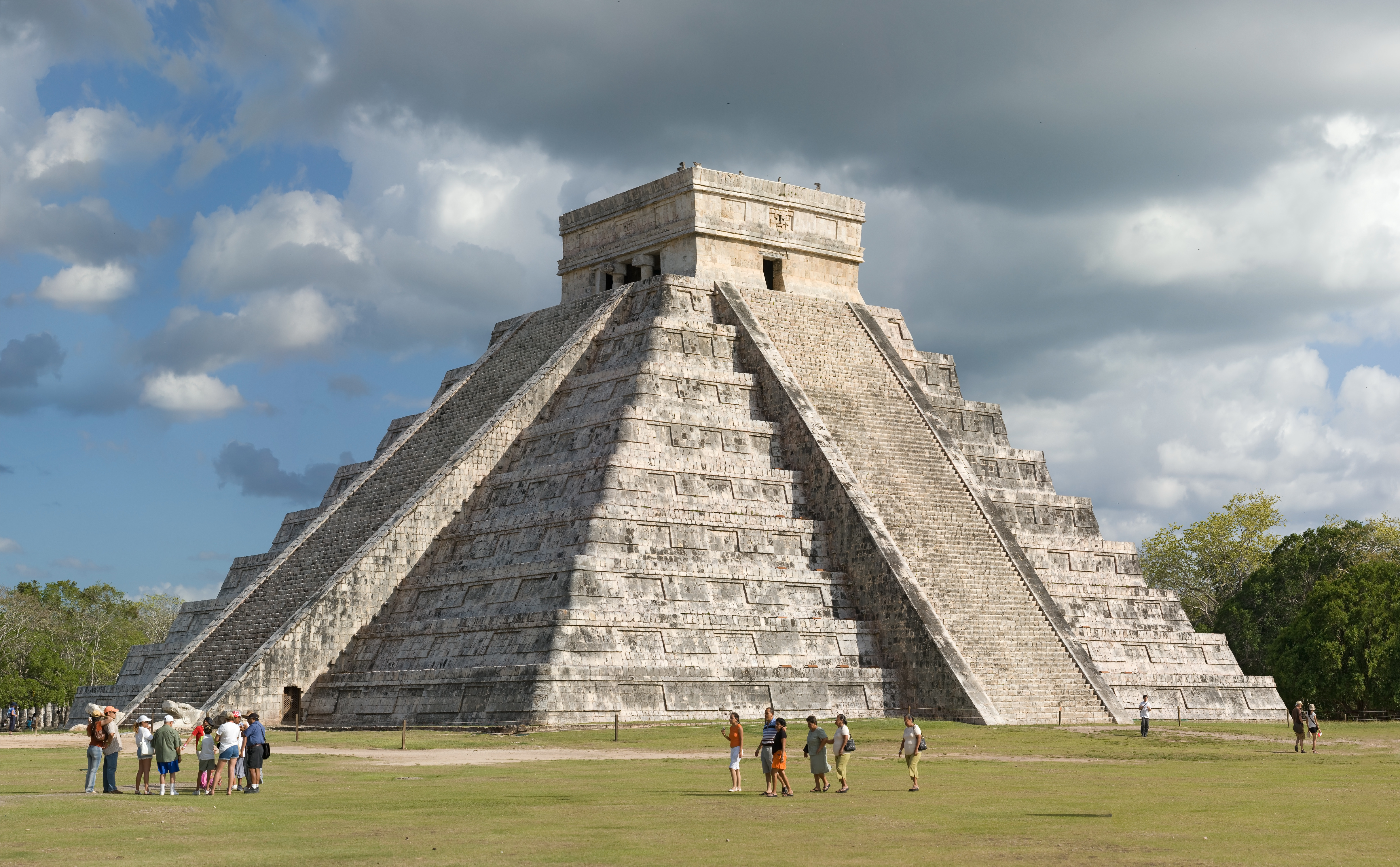
Pirámide de Chichen Itzá.
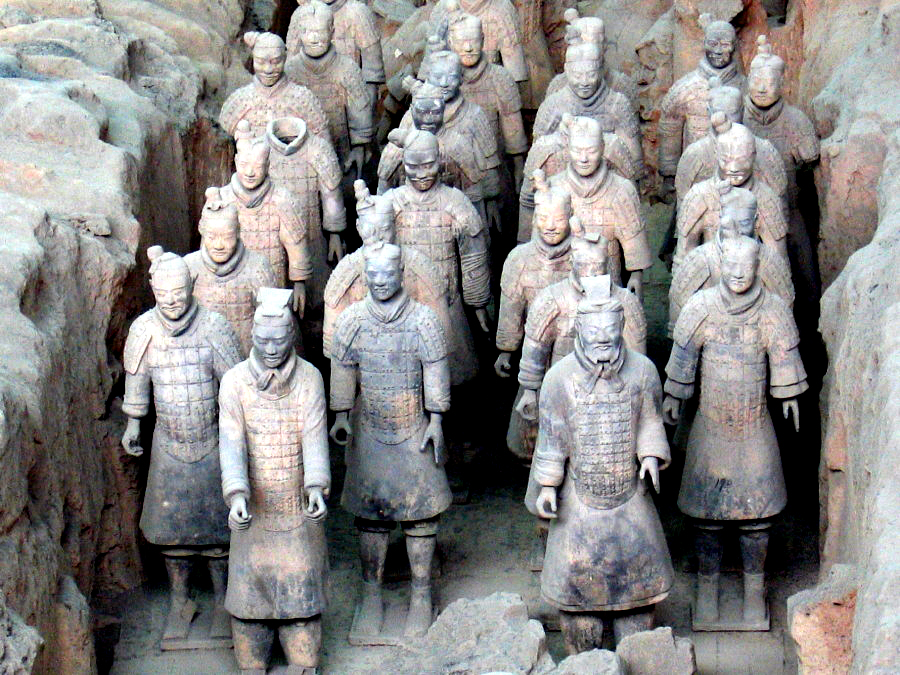
Detalle de algunos guerreros de terracota de la dinastía Qin.
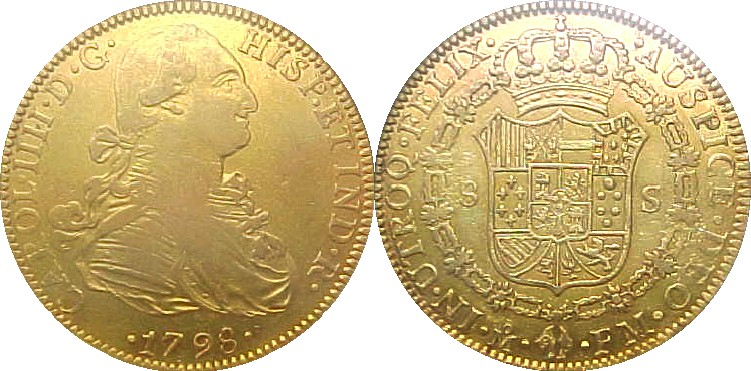
Doblón de oro acuñado por la Casa de Moneda de México en 1798. El doblón fue una moneda del Imperio español.
Pintura La libertad guiando al pueblo, de Eugéne Delacroix.
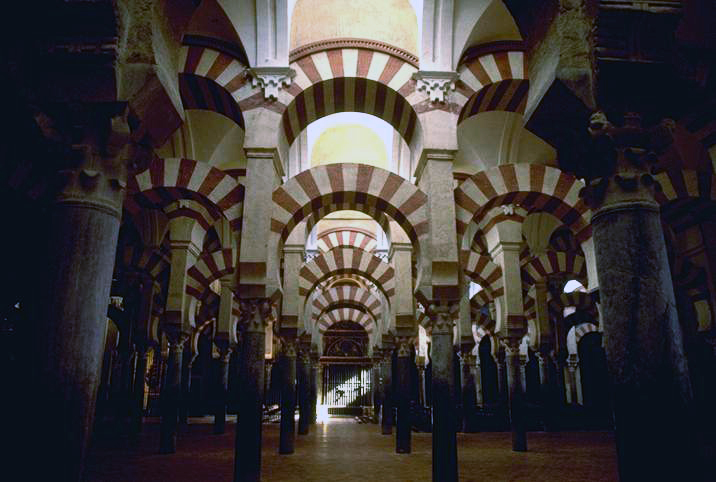
Mezquita de Córdoba.
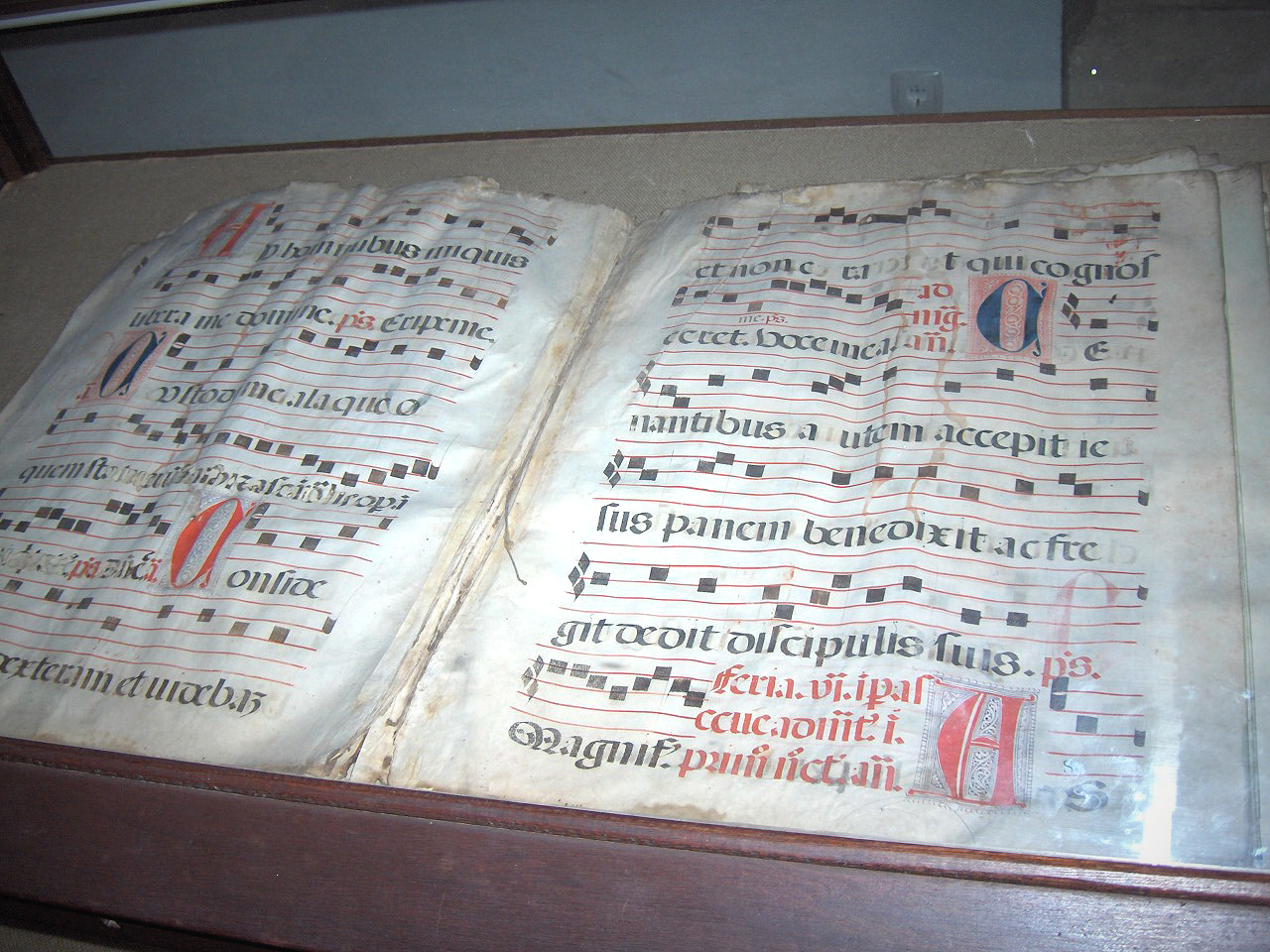
Partitura musical con canto gregoriano.
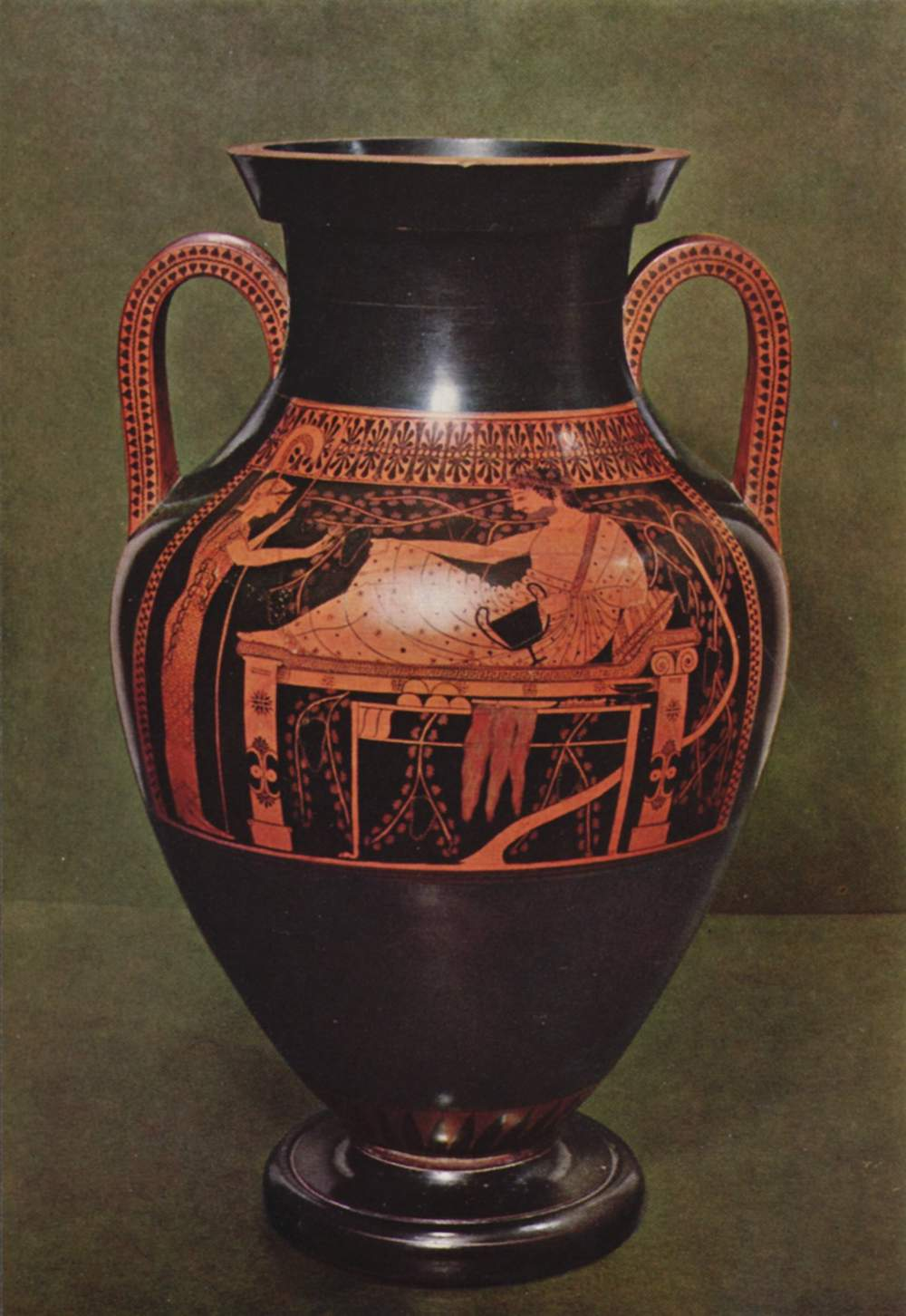
Cerámica griega.
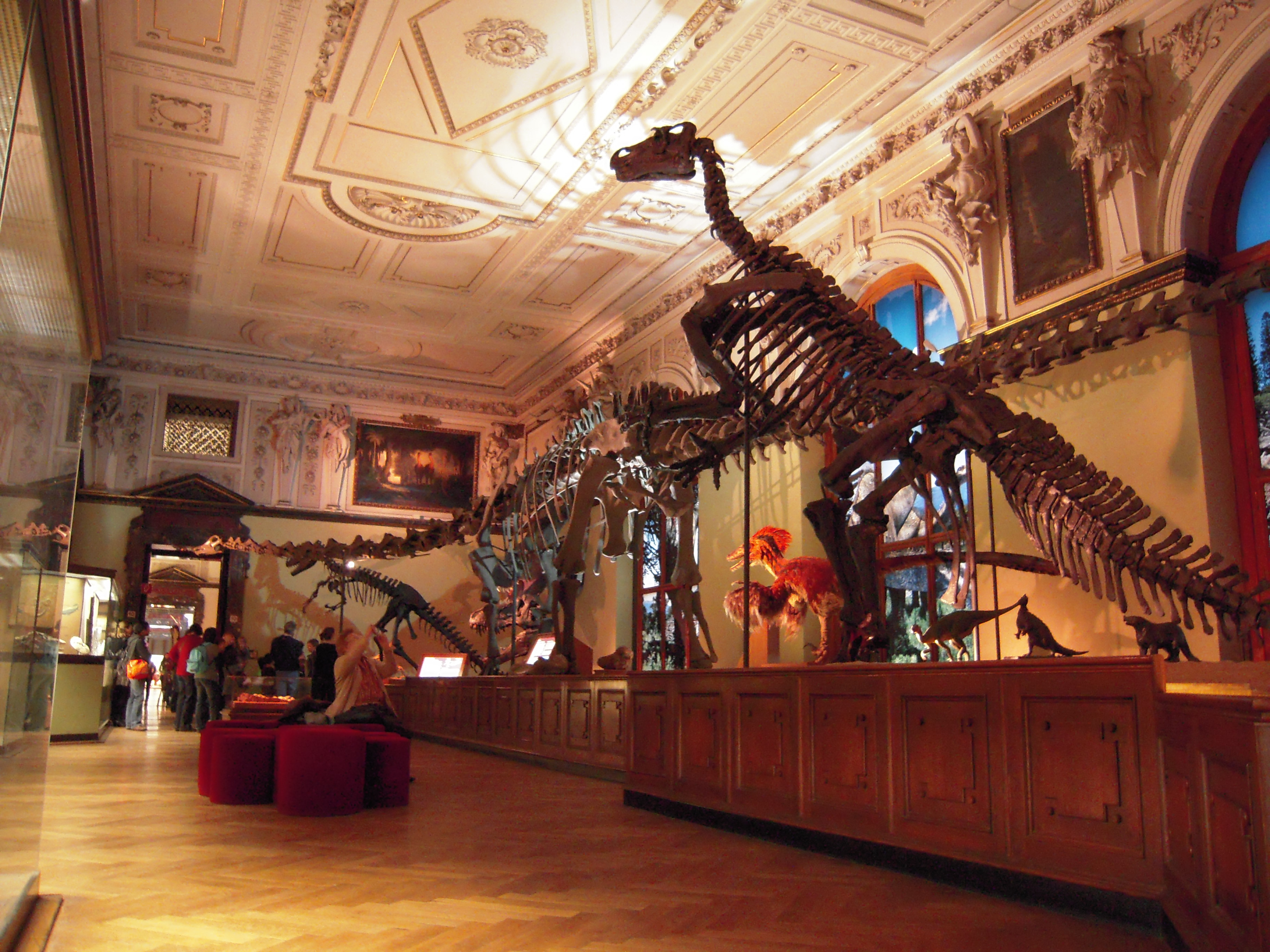
Dinosaurios en el Museo de Historia Natural de Viena.
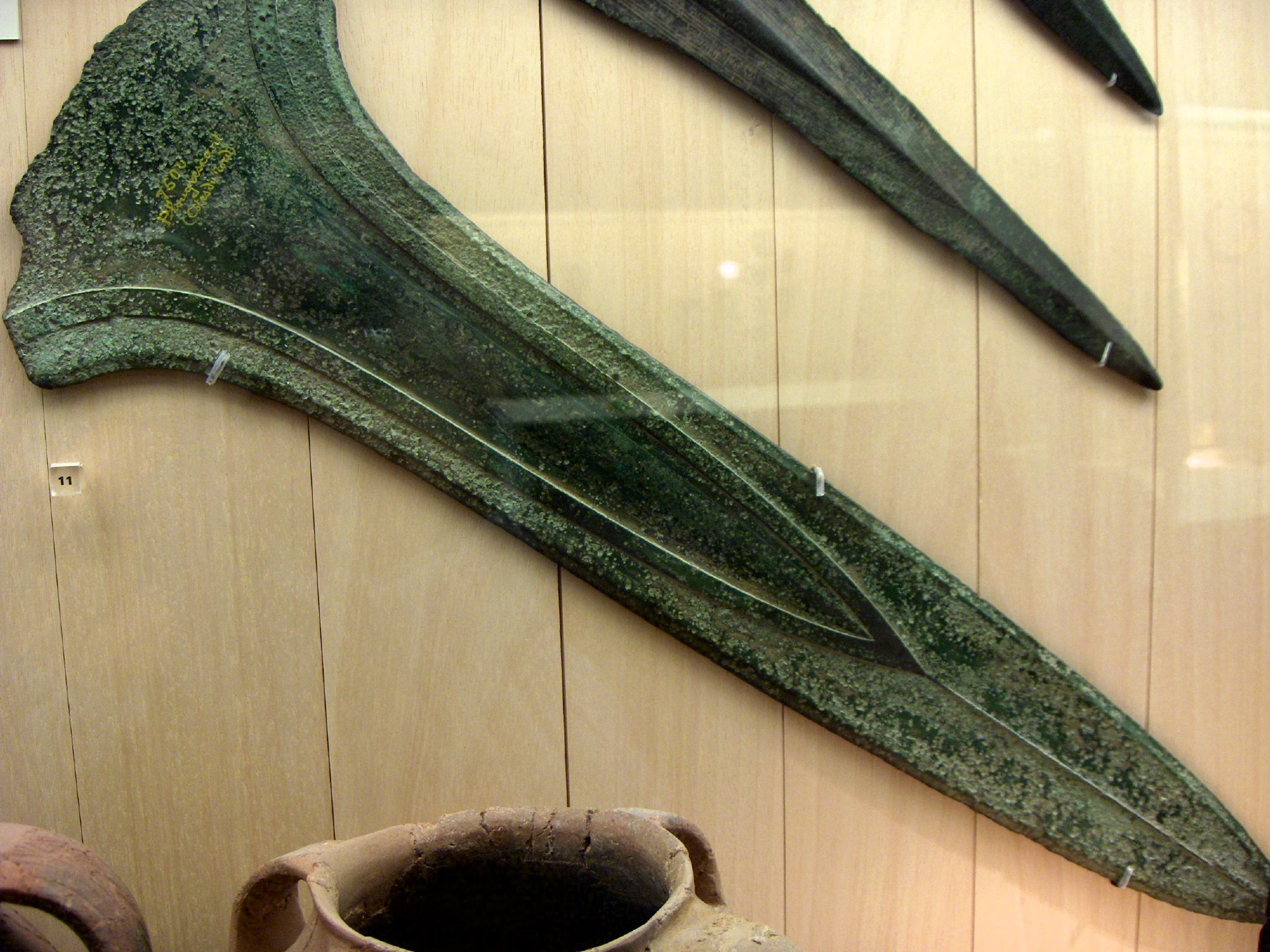
Espada de la Edad del Bronce.
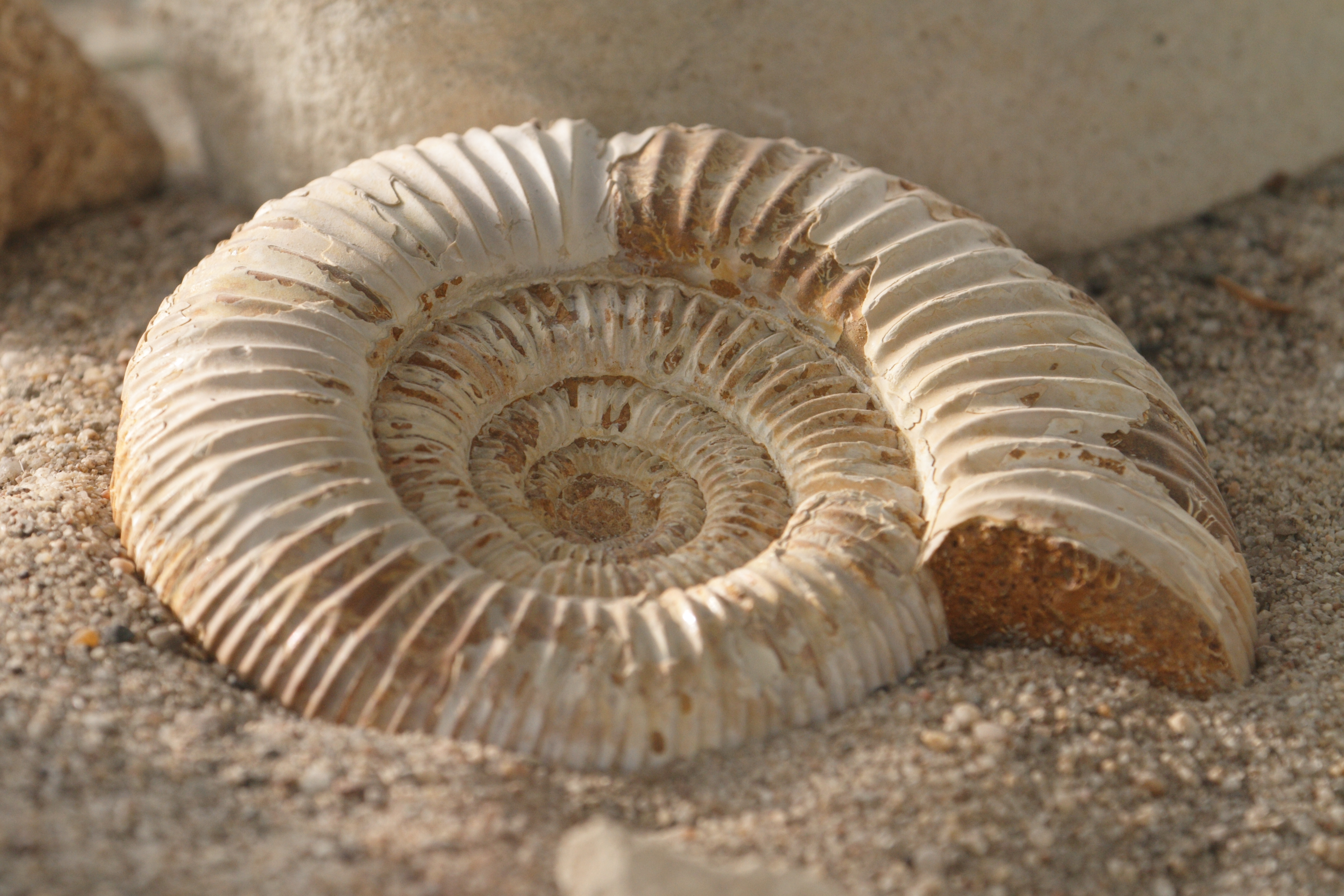
Fósil de ammonites.
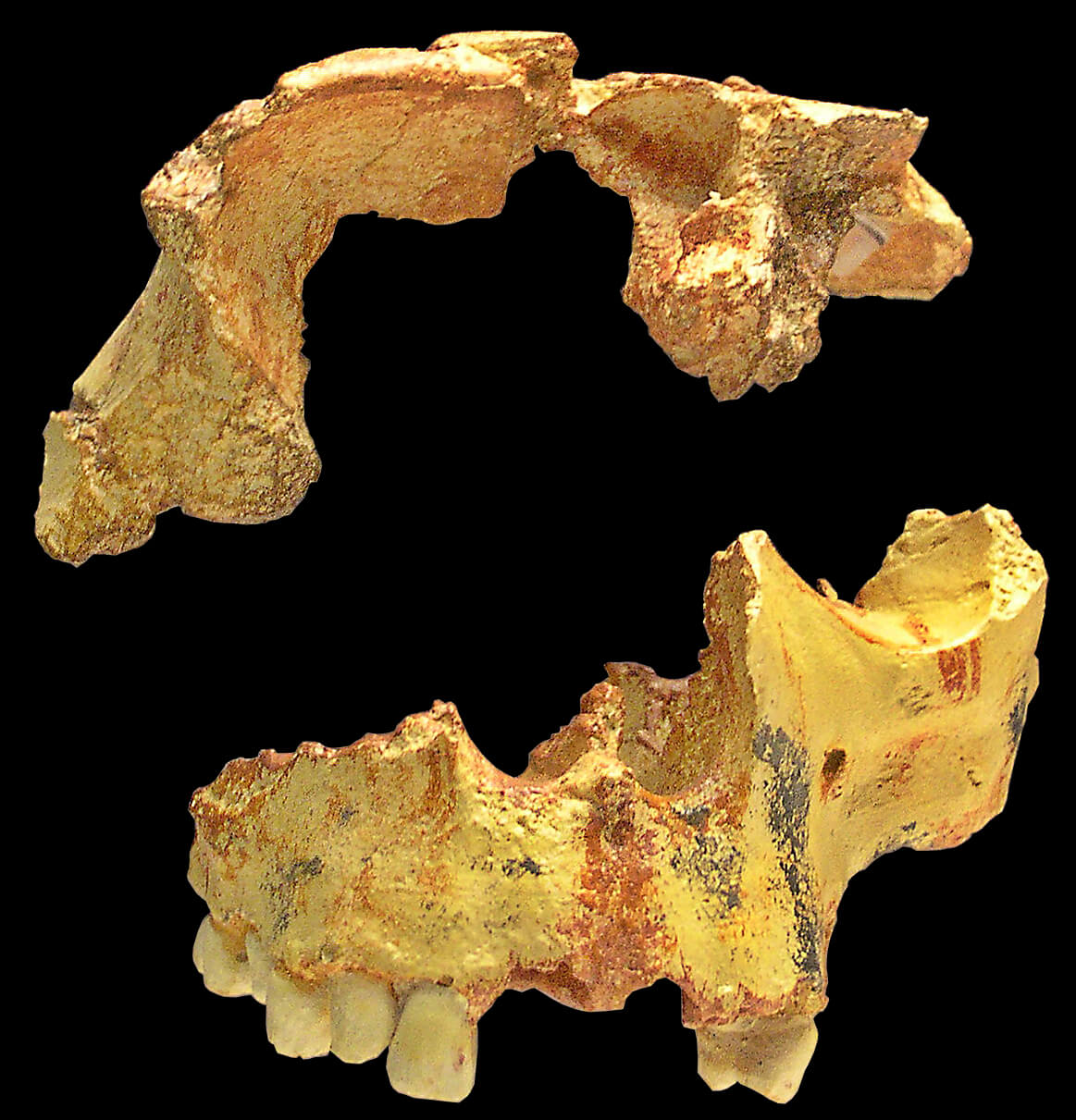
Rostro juvenil de Homo antecessor.
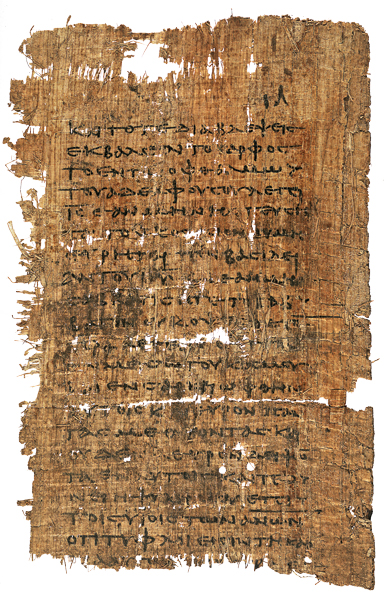
Papiro de Oxirrinco.
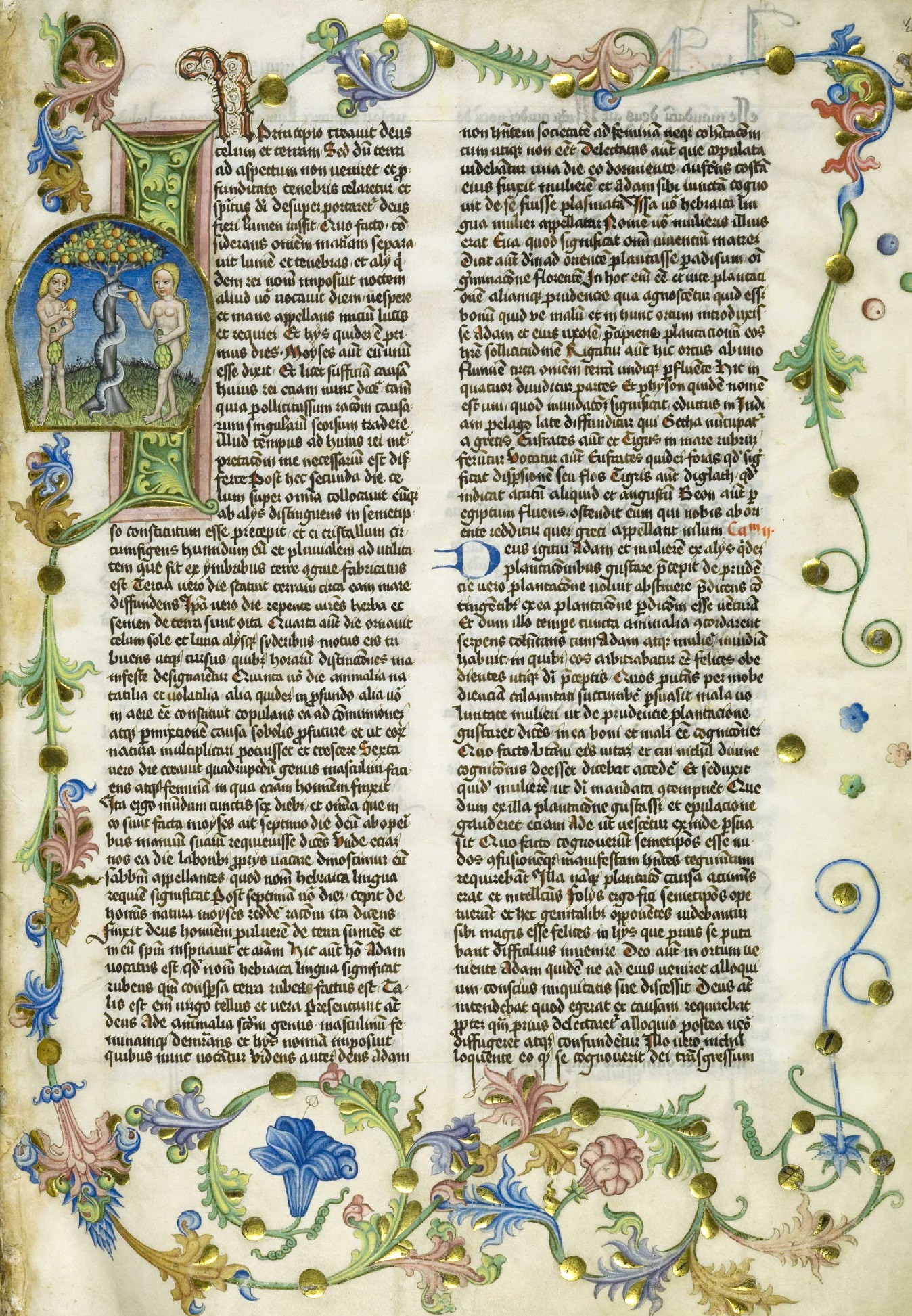
Copia de 1466 de Antigüedades judías.
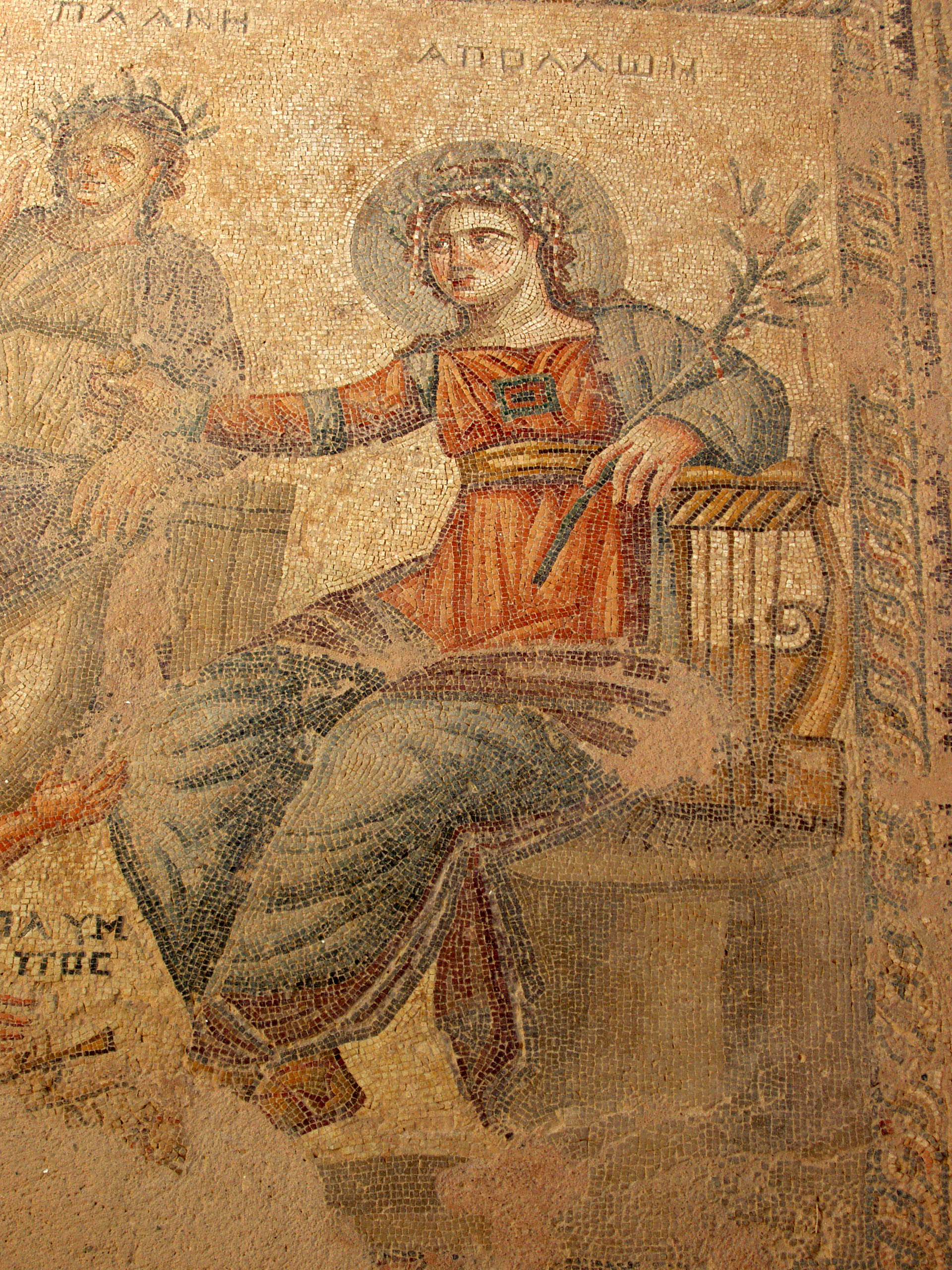
Mosaico con la figura de Apolo.
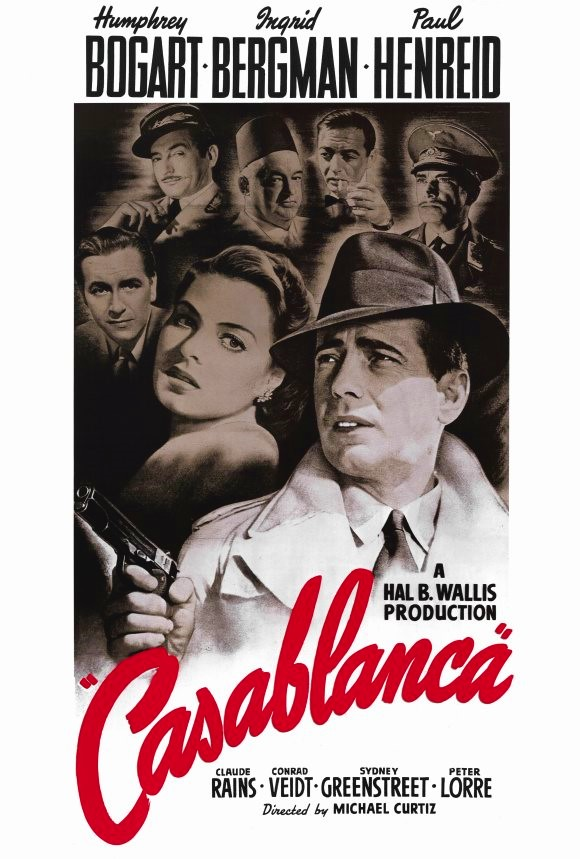
Cartel de la película Caasablanca de 1942.
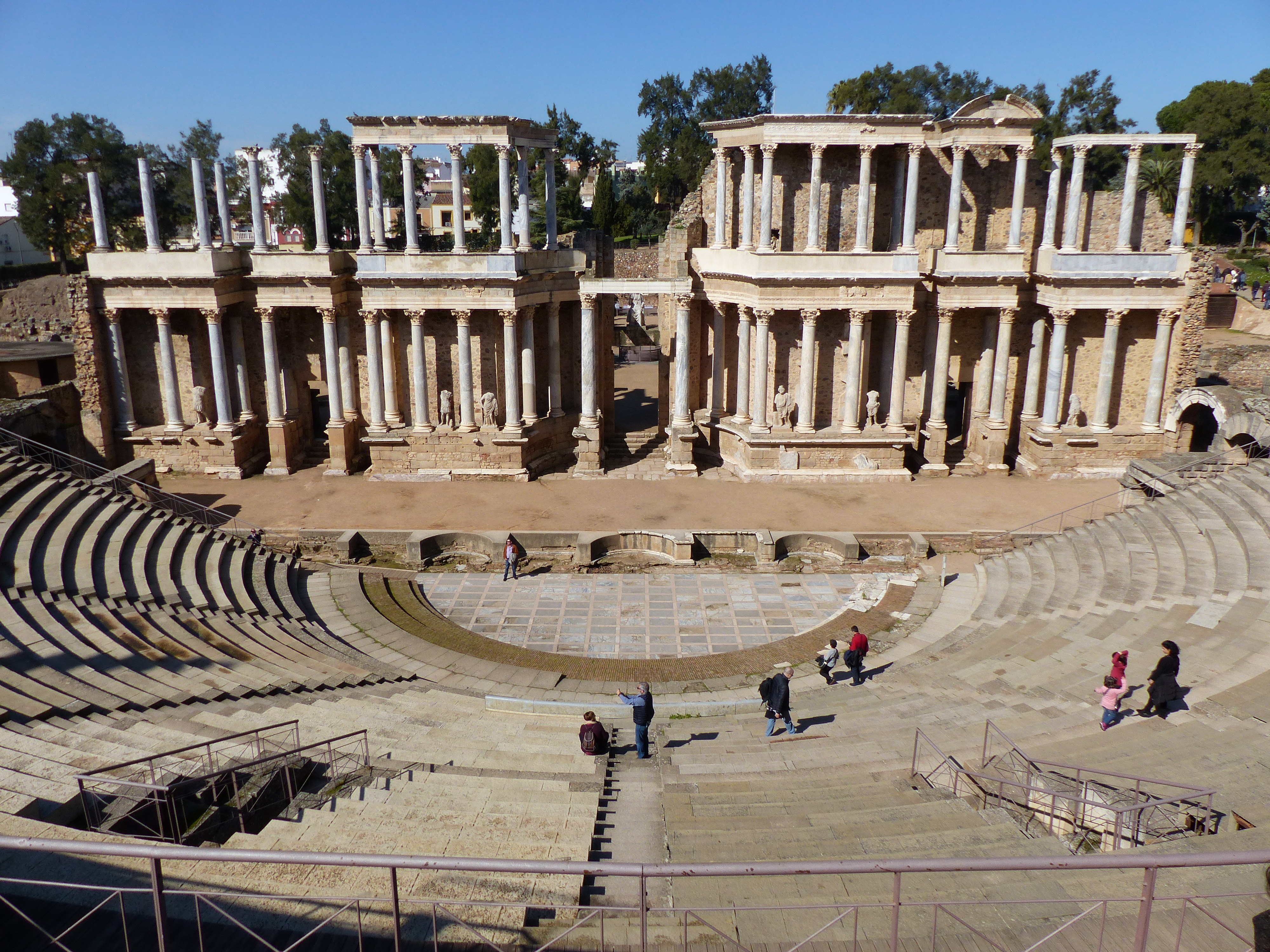
Teatro romano de Mérida.
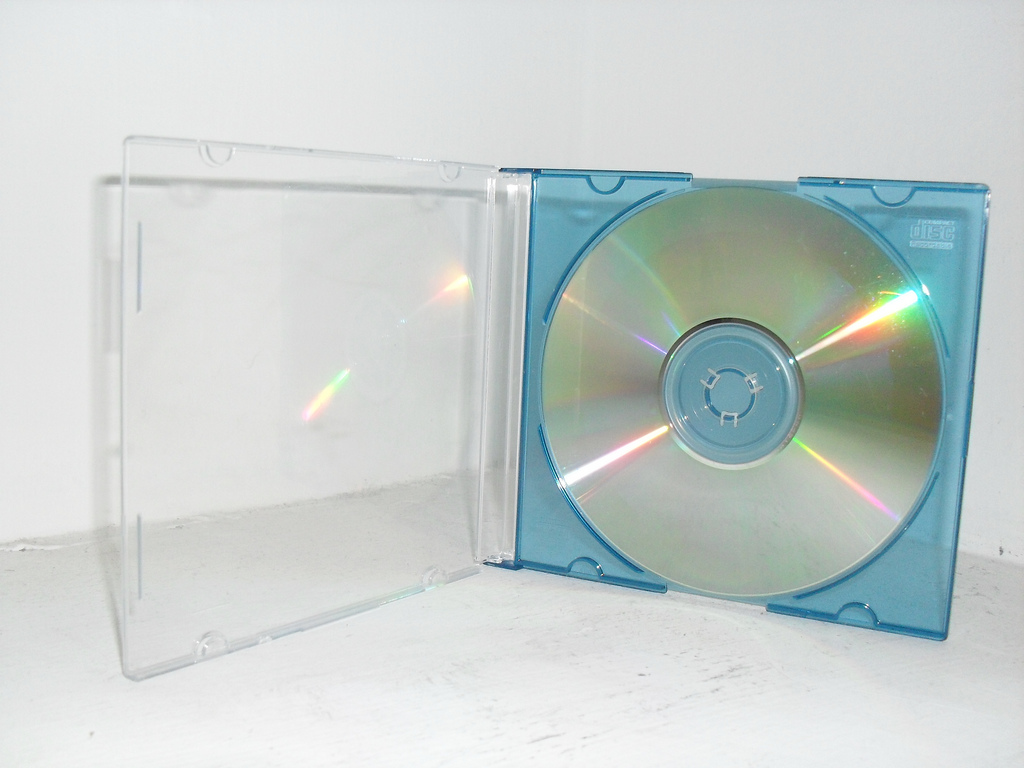
CD-ROM.
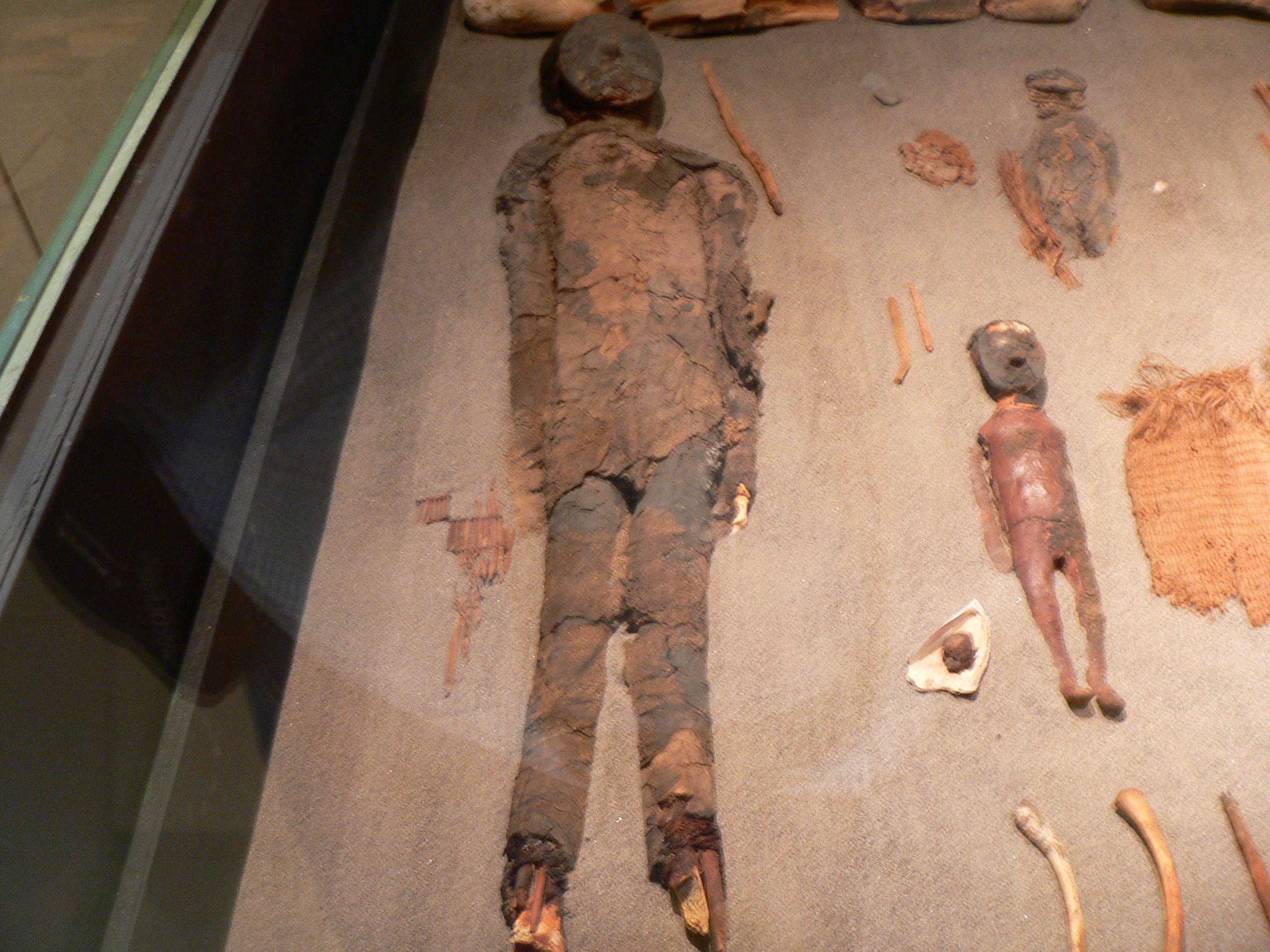
Momias de la cultura Chinchorro (Chile).
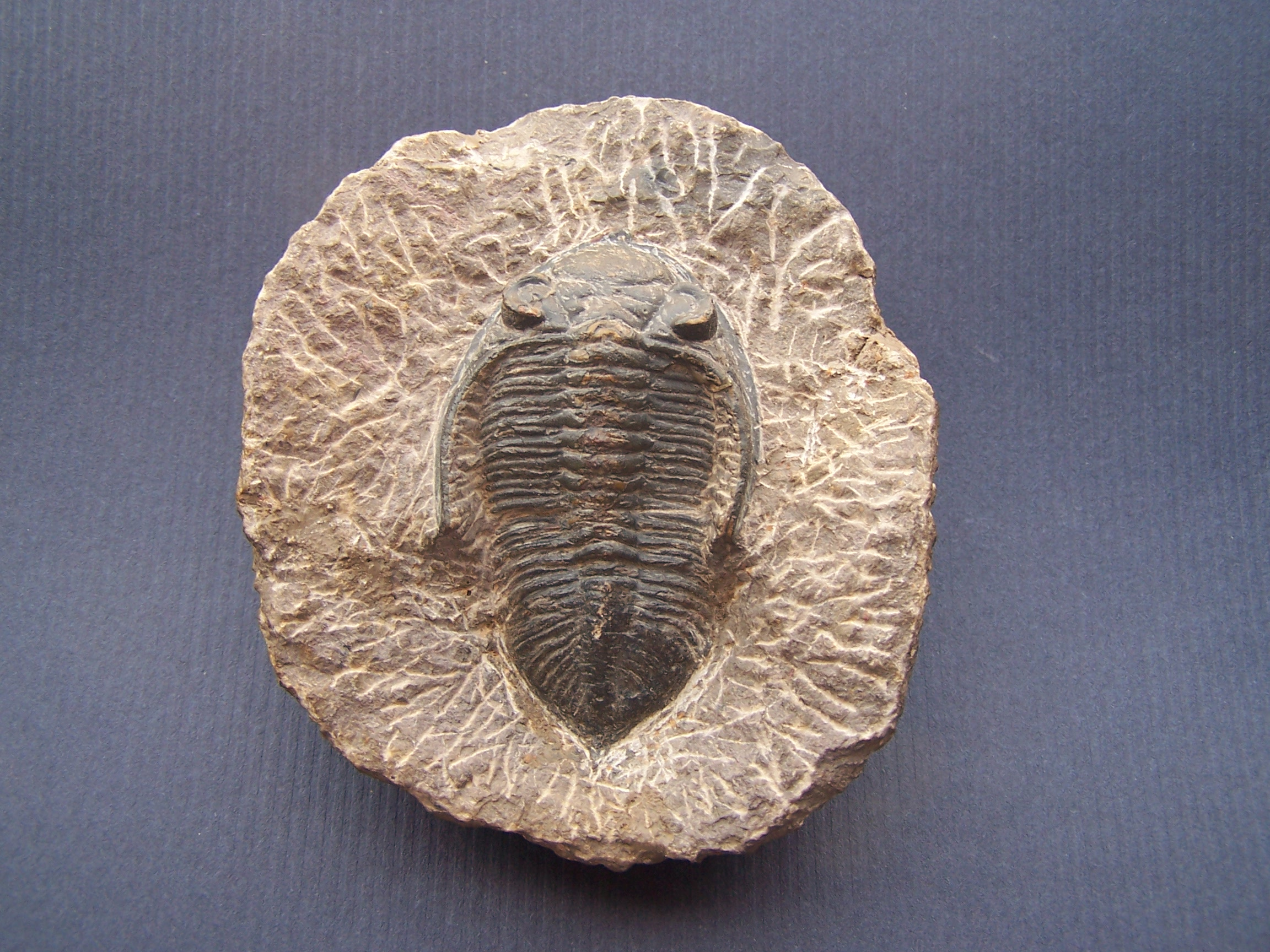
Fósil de trilobites.
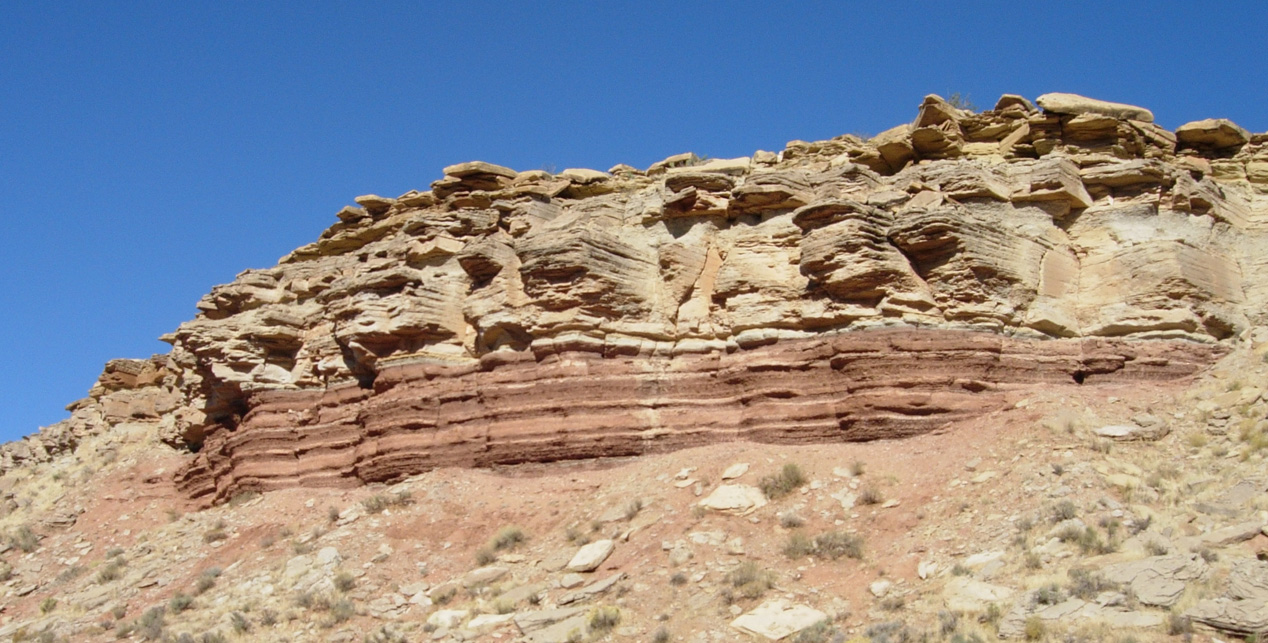
Estratos del Triásico en Utah.
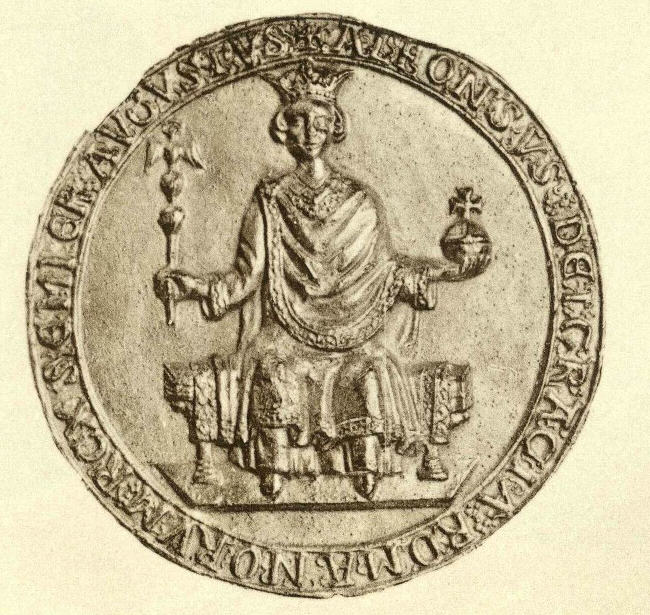
Sello de Alfonso X de Castilla.
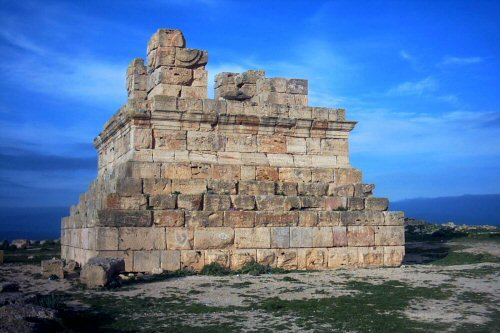
Tumba del rey númida Masinisa.
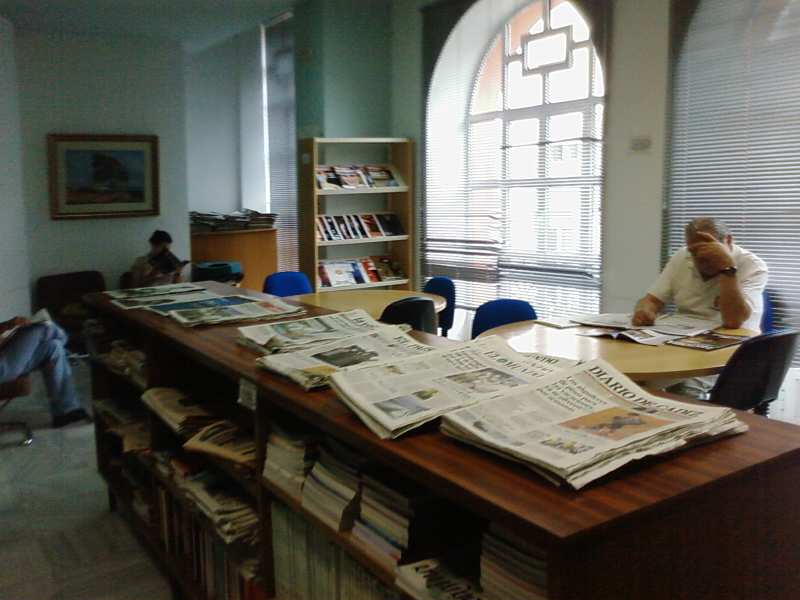
Hemeroteca con periódicos de prensa.
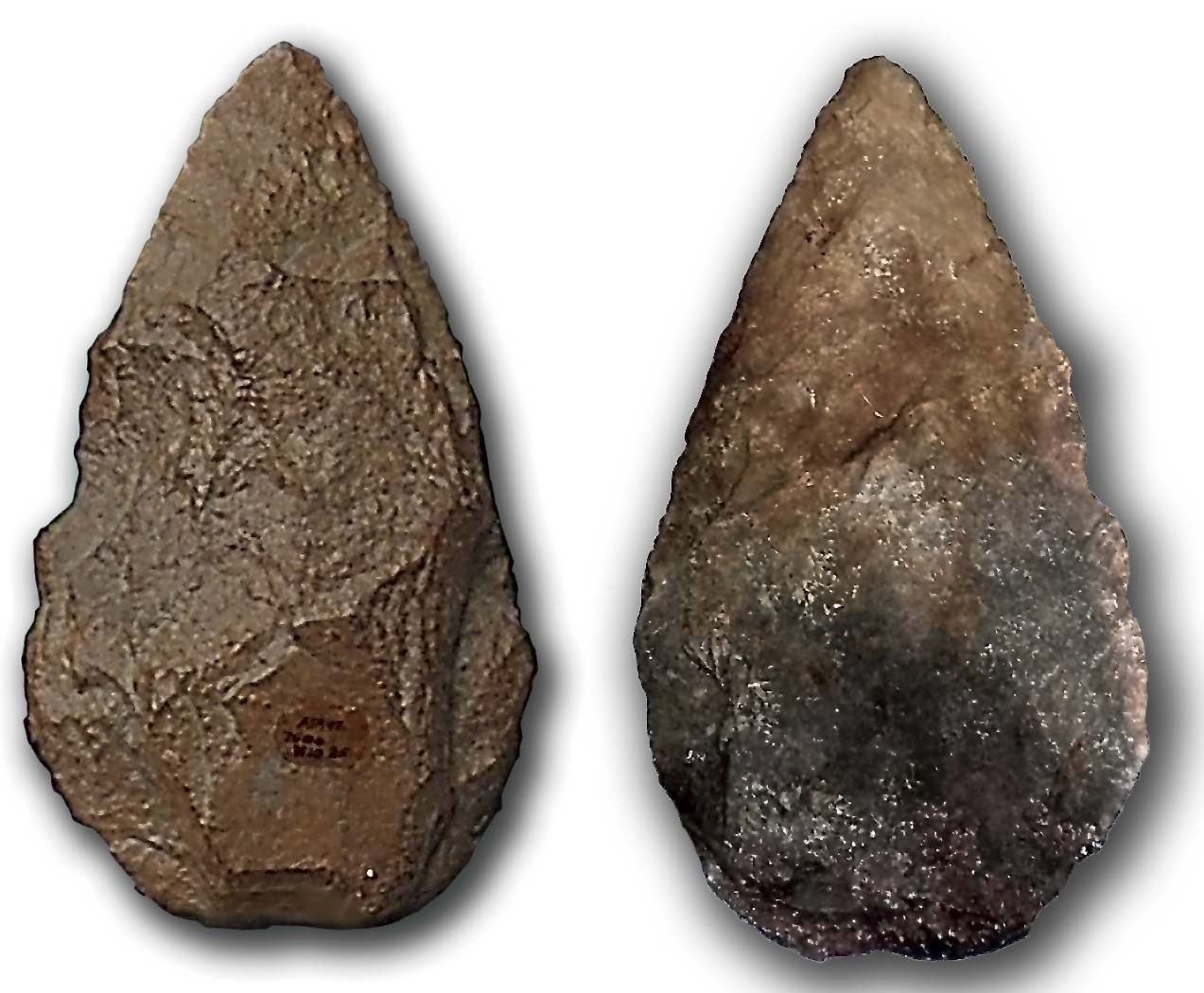
Bifaz achelense.